# Opportunity
Opportunity (« Opportunité, Occasion » en anglais), alias MER-B (Mars Exploration Rover - B), est la deuxième astromobile de la mission Mars Exploration Rover de l'agence spatiale américaine, la NASA, lancé vers la planète Mars en 2003. L'engin qui s'est posé  sur Mars le 25 janvier 2004 dans la région équatoriale de Terra Meridiani avait pour but d'étudier la géologie de Mars  et de déterminer en particulier le rôle joué par l'eau dans l'histoire de la planète. Sa mission qui devait durer 90 jours s'est achevée officiellement en  février 2019. Cette durée de vie beaucoup plus longue que celle de son jumeau Spirit lui a permis de parcourir 45,16 km (l'objectif de la mission primaire était 600 mètres) et  de largement dépasser les objectifs scientifiques assignés.
Opportunity pèse environ 185 kg et se déplace sur six roues mues par l'énergie électrique fournie par des panneaux solaires. Il est équipé de trois paires de caméras utilisées pour la navigation et de plusieurs instruments scientifiques : une caméra panoramique située sur un mât à 1,5 mètre de hauteur, un outil pour abraser la surface des roches porté par un bras articulé sur lequel se trouvent également un spectromètre à rayons X, un spectromètre Mössbauer et une caméra microscope. Enfin, un spectromètre infrarouge est utilisé pour l'analyse des roches et de l'atmosphère. Ses déplacements sont pilotés par le Jet Propulsion Laboratory (JPL), une division du California Institute of Technology situé à Pasadena, lequel gère l'ensemble du programme Mars Exploration Rover pour la NASA.
Sur le lieu même de son atterrissage, le rover découvre des indices qui prouvent qu'une partie des roches visibles se sont formées en partie sous l'action de l'eau liquide. Après avoir étudié durant 6 mois le cratère Endurance, il se dirige vers le cratère Victoria. Il effectue durant cette traversée la première découverte extra-terrestre d'une météorite, Heat Shield Rock. Après avoir étudié le cratère Victoria qui présente des strates spectaculaires montrant une densité particulièrement importante de soufre, il atteint en 2011 le cratère Endeavour (22 kilomètres de diamètre). Il trouve un site qui confirme la présence d'argiles qui n'a pu se former qu'en présence d'eau au ph neutre c'est-à-dire plus favorable à la vie que les découvertes antérieures. Il explore le  cratère jusqu'au 10 juin 2018, date à laquelle il est paralysé par une gigantesque tempête de sable à laquelle il ne survit pas. Après de nombreuses tentatives de prise de contact, la NASA déclare officiellement la mission terminée le 13 février 2019.

## Objectifs de la mission

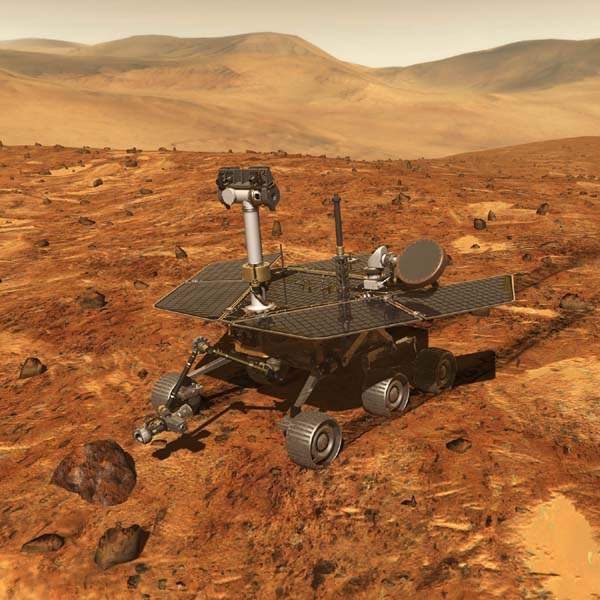
Opportunity : un « rover géologue » (vue d'artiste).

L'eau étant souvent synonyme de vie, la compréhension de l'activité passée de l'eau sur Mars et son évolution au cours du temps est un sujet fondamental. Les observations n'indiquent pas de présence d'eau liquide sur la planète mais l'analyse directe des roches et de la surface martienne peuvent apporter des solutions. L'utilisation de rovers spécialisés permet d'accomplir cette tâche. Dans cette perspective la mission Mars Exploration Rover comprend plusieurs objectifs importants.
Un premier objectif consiste à rechercher une grande variété de roches et de sols avec des indices de l'activité passée de l'eau et la caractérisation de leurs textures. Les échantillons recherchés doivent révéler la présence de minéraux déposés par des procédés liés à l'eau comme les précipitations, l'évaporation, la cimentation sédimentaire ou l'activité hydrothermale. Le programme inclut également la recherche de minéraux contenant du fer, d'identifier et d'évaluer la quantité de types de minéraux spécifiques qui contiennent de l'eau ou se sont formés dans l'eau, tels que les carbonates ferrifères. Les rovers doivent aussi déterminer la répartition et la composition des minéraux, des roches et des sols entourant les sites d'atterrissage.

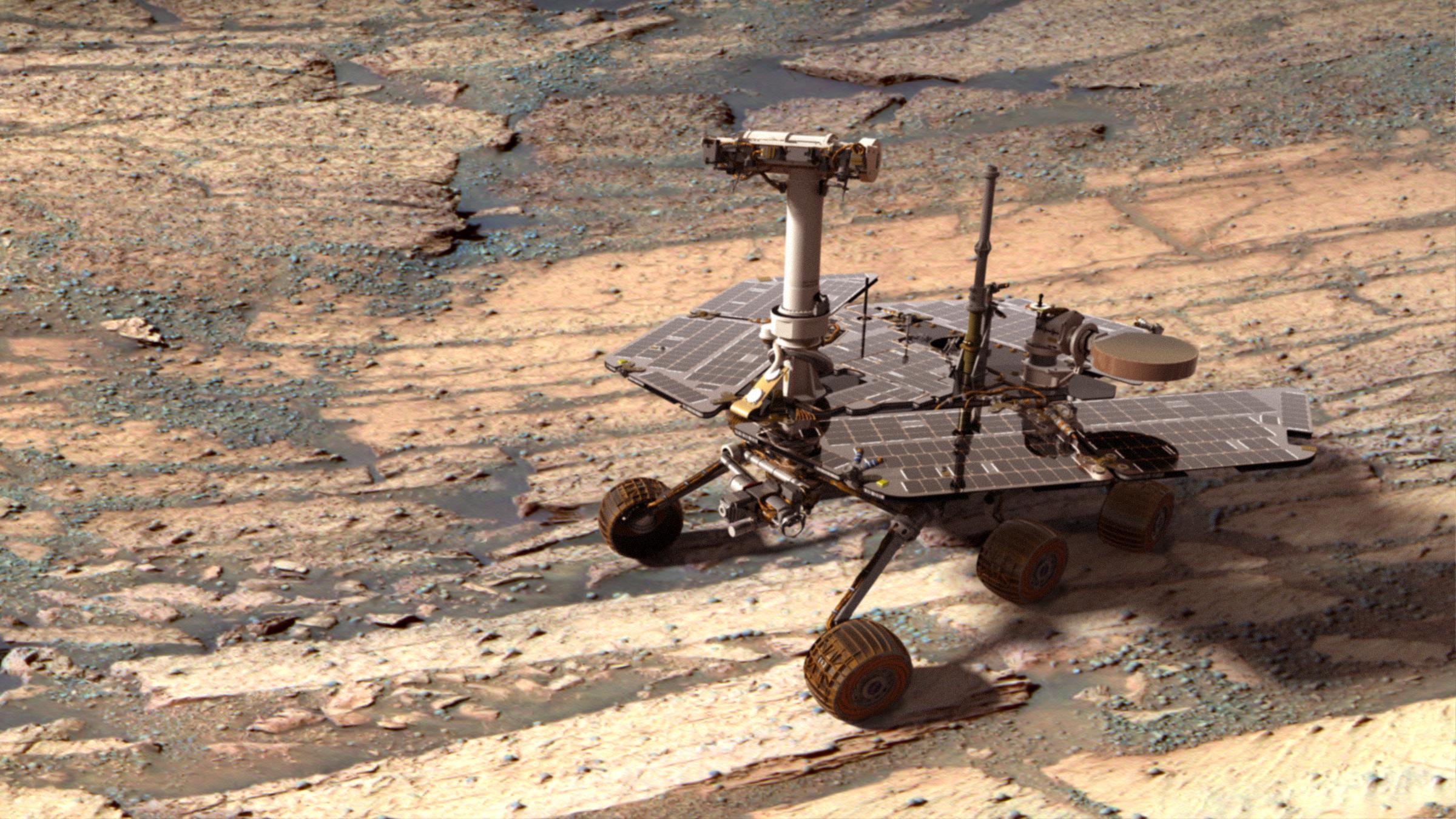
Vue d'artiste du rover Opportunity.

La mission doit également permettre, grâce à l'étude de terrain, d'étalonner et de valider les instruments d'observations des orbiteurs autour de Mars, afin d'offrir plus de précision et d'efficacité aux instruments qui équipent les sondes en orbite martienne. Les observations et analyses du terrain donneront des indications sur les processus géologiques qui ont façonné le relief de ces régions et influencé leur chimie. Ces processus peuvent inclure l'eau, l'érosion éolienne, la sédimentation, des mécanismes hydrothermaux, le volcanisme et la formation de cratères. Les rovers rechercheront des indices géologiques sur les conditions environnementales qui existaient lorsque l'eau liquide était présente sur la planète afin d'évaluer si elles ont été propices à la vie.

## Caractéristiques du rover

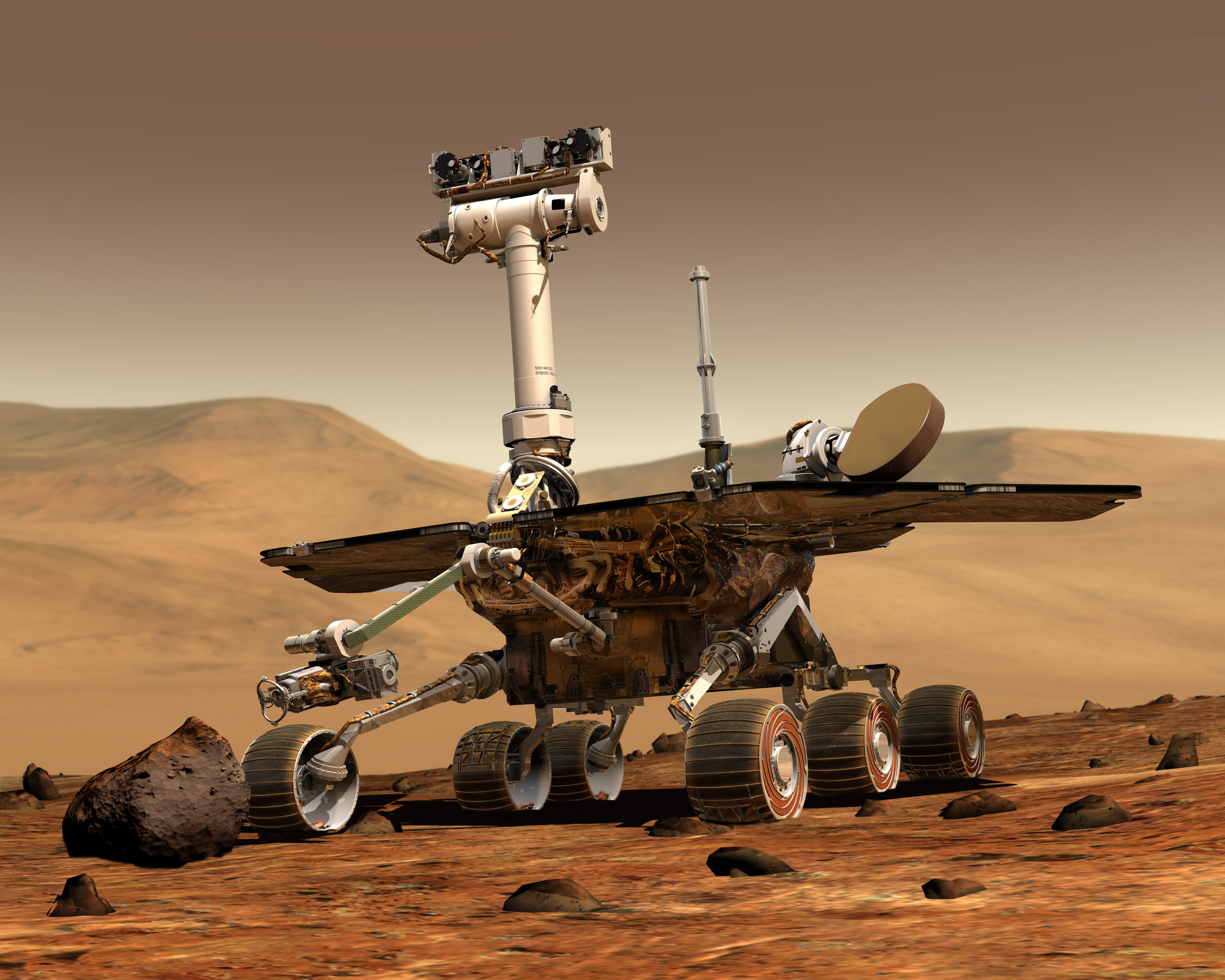
Vue d'artiste d'un engin de la mission Mars Exploration Rover (MER).

Opportunity est haut de 1,5 m, large de 2,3 m, et long de 1,6 m et une masse de 185 kg. Le cœur du rover est constitué d'un boitier central de forme triangulaire réalisé en matériau composite en nid d'abeille qui abrite les composants devant être mis à l'abri des variations importantes de température qui règnent à la surface de Mars. Le dessus du boitier est tapissé de cellules solaires et sert de support aux trois antennes de télécommunications. Un mât, qui culmine à 1,5 mètre de hauteur, porte la caméra panoramique à son extrémité supérieure, deux caméras de navigation et un spectromètre infrarouge. Trois panneaux solaires, situés de chaque côté du boitier central sont repliés durant le voyage et se déploient après l'atterrissage. L'ensemble des cellules solaires d'une superficie de 1,3 m2  peuvent fournir jusqu'à 1 kWh au cours d'une journée martienne, mais cette quantité peut chuter à moins de 200 Wh lors d'une tempête de poussière ou durant l'hiver martien. Un bras robotisé (IDD) est fixé à l'avant du boitier au bout duquel se trouvent deux spectromètres (Mössbauer et APXR), une caméra microscope ainsi qu'une meuleuse. Le boitier repose sur un train de 6 roues, motorisées de manière indépendante, qui permet au rover de se déplacer sur le sol inégal de Mars.

## Transit vers Mars

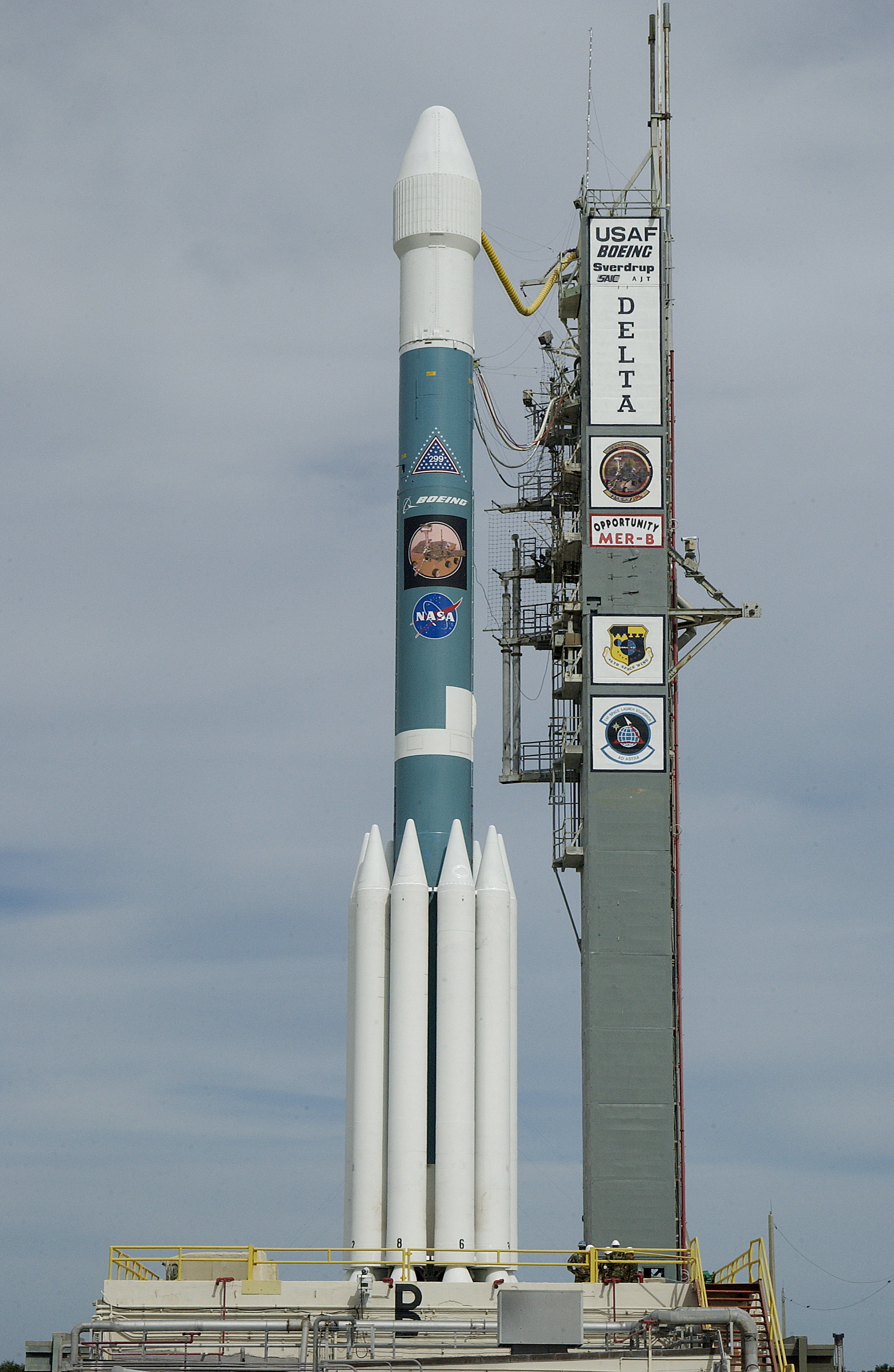
Fusée Delta II Heavy transportant le rover Opportunity.

Le rover Opportunity est lancé avec succès le 8 juillet 2003 par une fusée Delta II (7925H) et atterrit le 25 janvier 2004 (5:05 UTC, (MSD 46236 14:35 AMT, 18 Scorpius 209 Darien) dans la région équatoriale de Terra Meridiani, une plaine de Mars. À la différence des missions précédentes, la sonde n'a pas dévié de son orbite et a conservé sa trajectoire de vol vers la planète, variant de seulement quelques kilomètres.
La sonde protégée par son bouclier thermique arrive directement dans l'atmosphère de Mars sans se mettre en orbite et commence à décélérer principalement grâce aux forces de traînée. Lorsque la sonde atteint une vitesse se rapprochant de celle du son, un parachute est déployé, le bouclier thermique est largué, l'atterrisseur quitte ensuite le module de descente en venant pendre au bout d'un câble. Des coussins gonflables ou « airbags » se mettent en place autour de l'atterrisseur et des rétrofusées se déclenchent ensuite pour réduire davantage la vitesse avant l'impact au sol. Les coussins amortissent grandement le choc, faisant rebondir l'atterrisseur et le robot Opportunity (~544 kg à eux deux) de nombreuses fois avant de s'immobiliser. La structure de l'atterrisseur met plusieurs dizaines de minutes à se déployer, écarte les coussins gonflables, développe ses panneaux solaires et met en place son appareil photographique.

## Déroulement de la mission sur le sol martien

### 2004

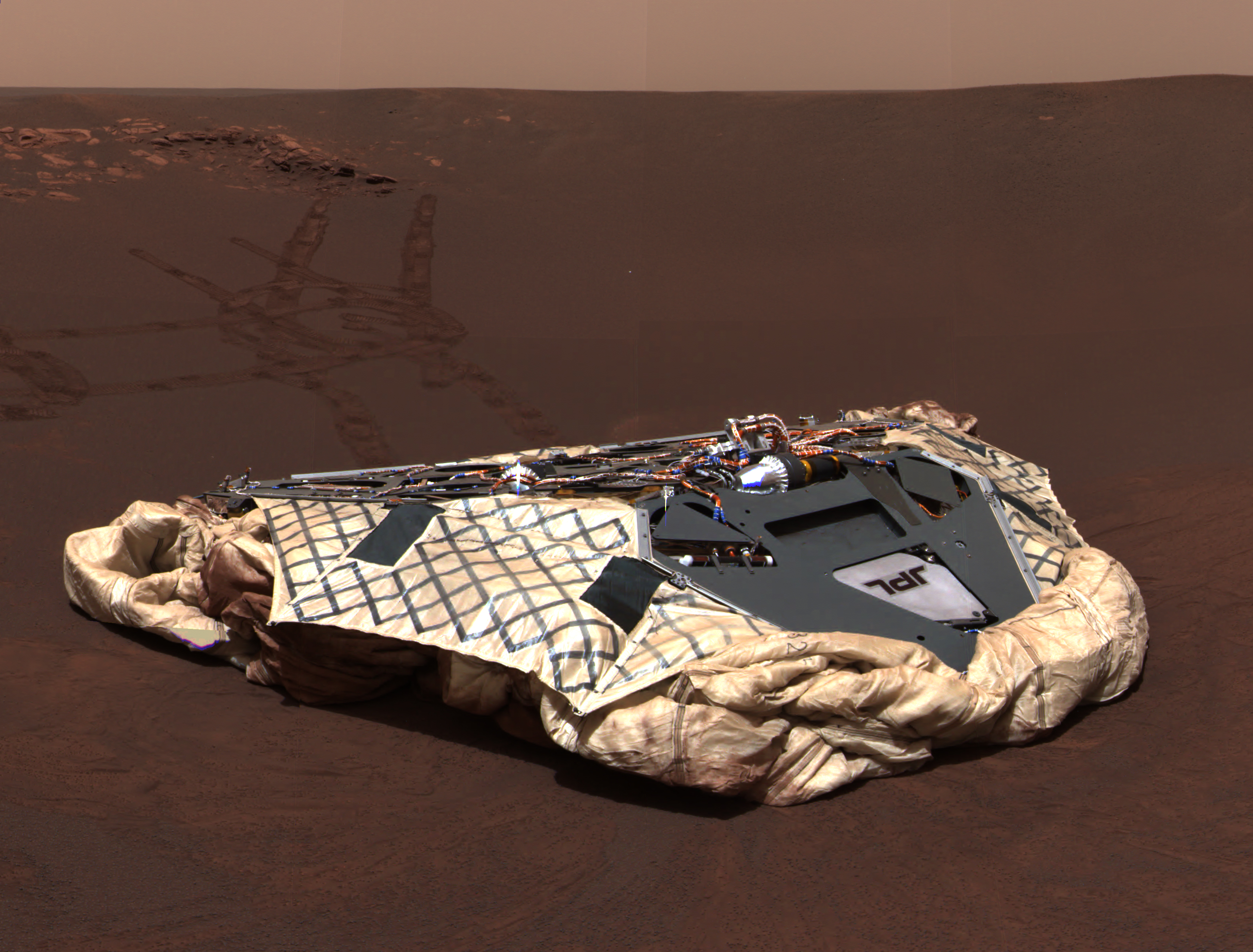
La plate-forme depuis laquelle Opportunity a débarqué sur Mars.

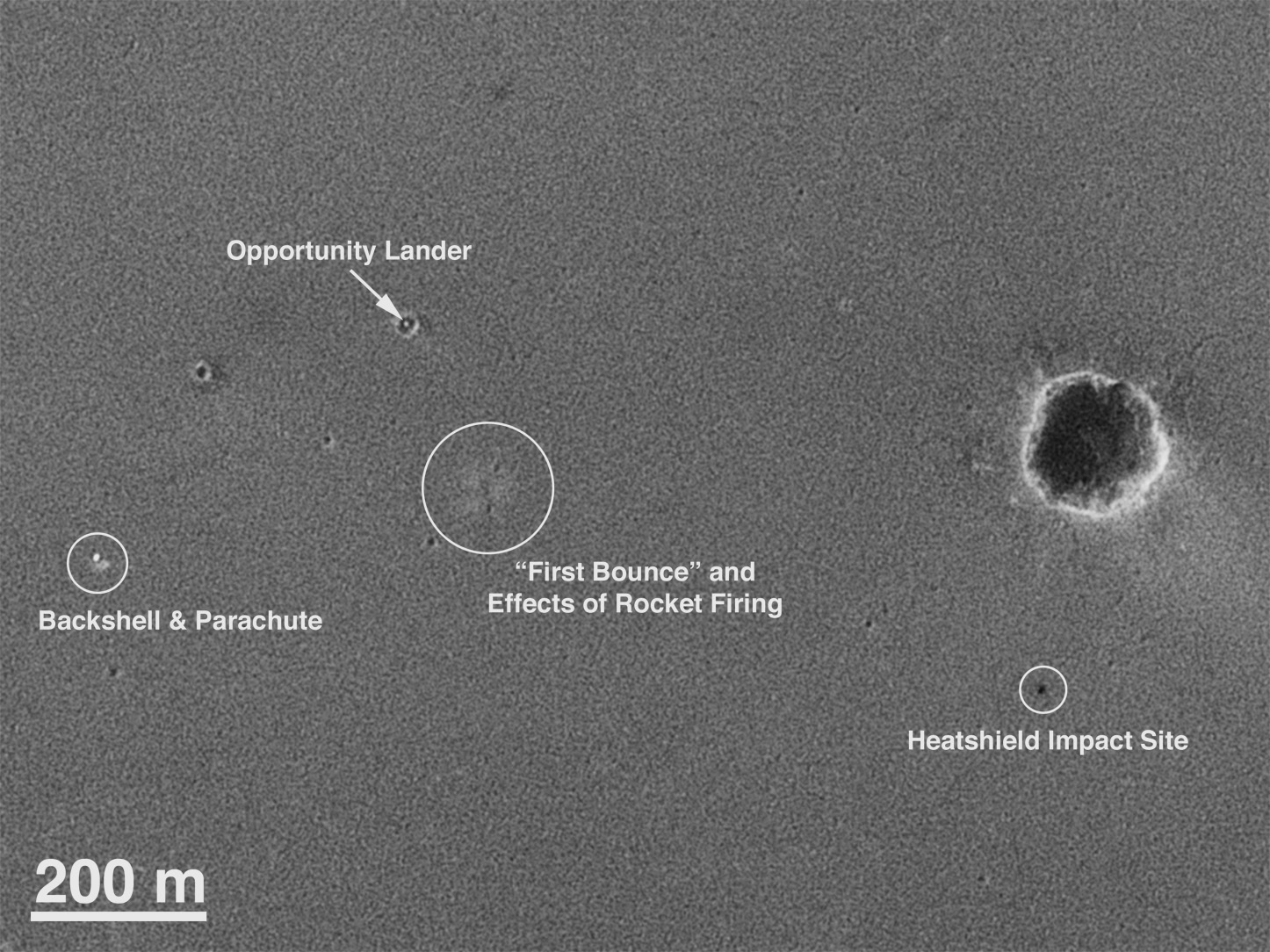
Le site d'atterrissage photographié le 1 février 2004 par Mars Global Surveyor. On aperçoit à droite le cratère Endurance.

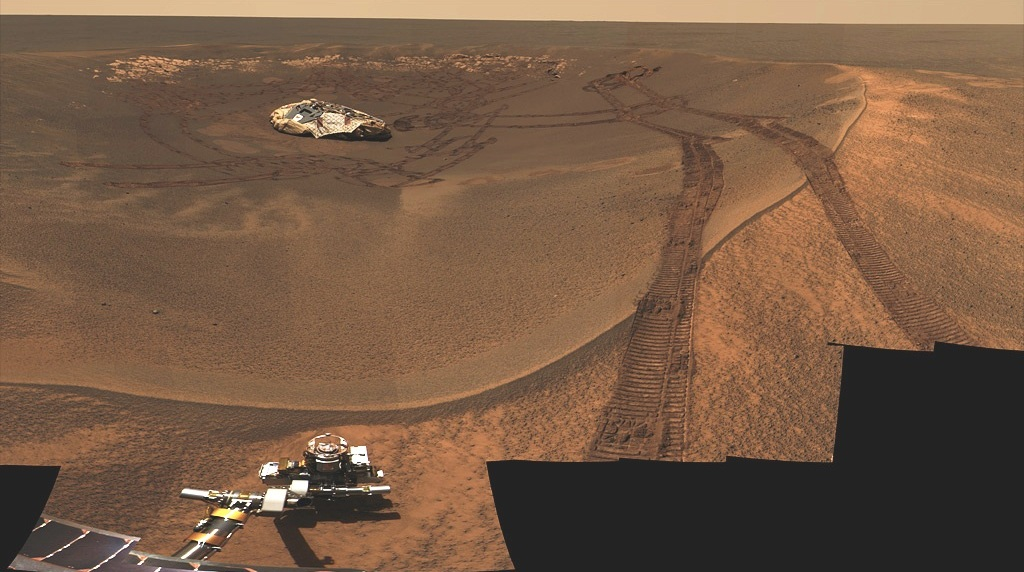
En mars, Opportunity sort du cratère Eagle, dans lequel il a atterri.

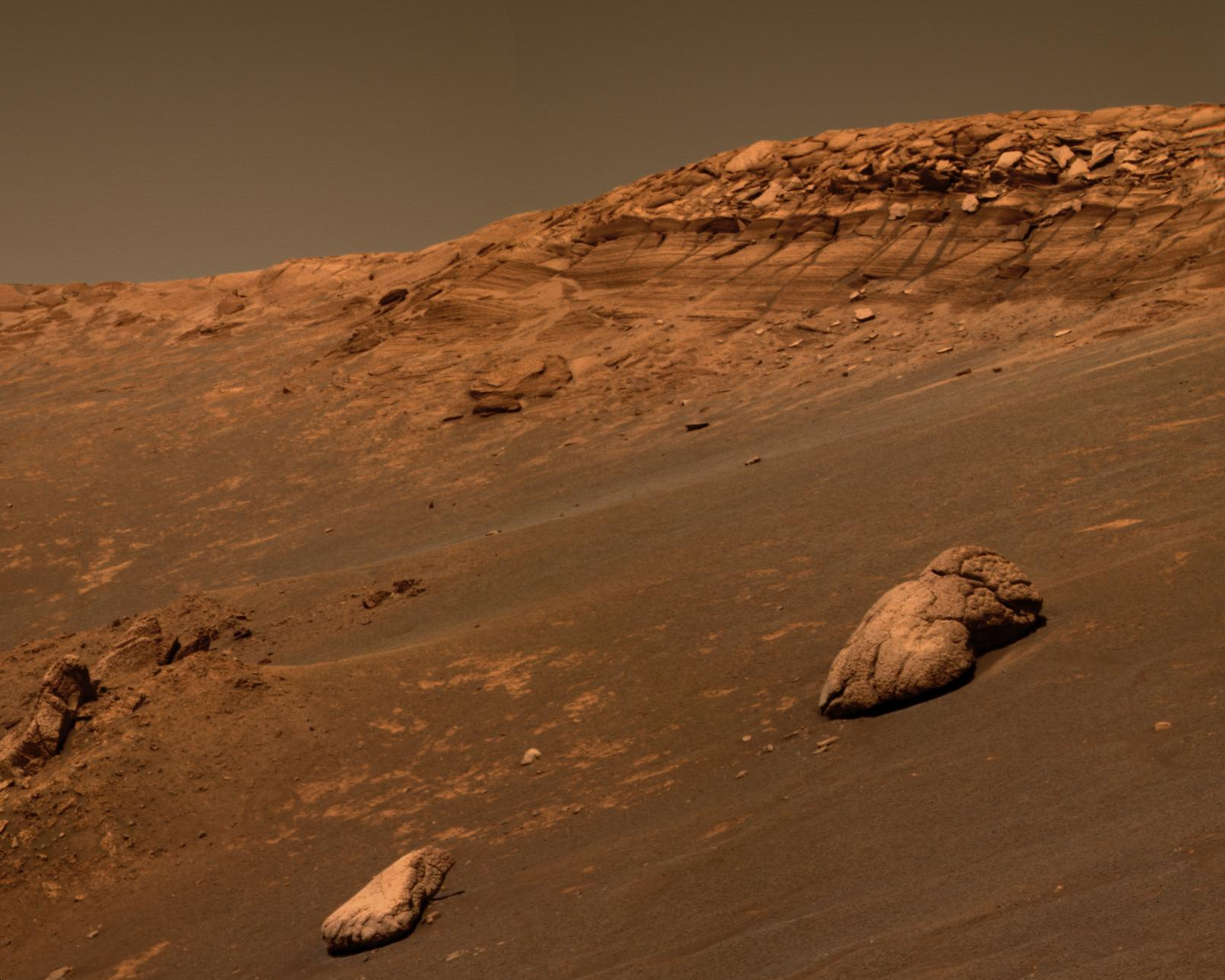
À l'intérieur dEndurance : le rocher Wopmay et la falaise Burns. Image prise le 4 octobre 2004 (sol 248).

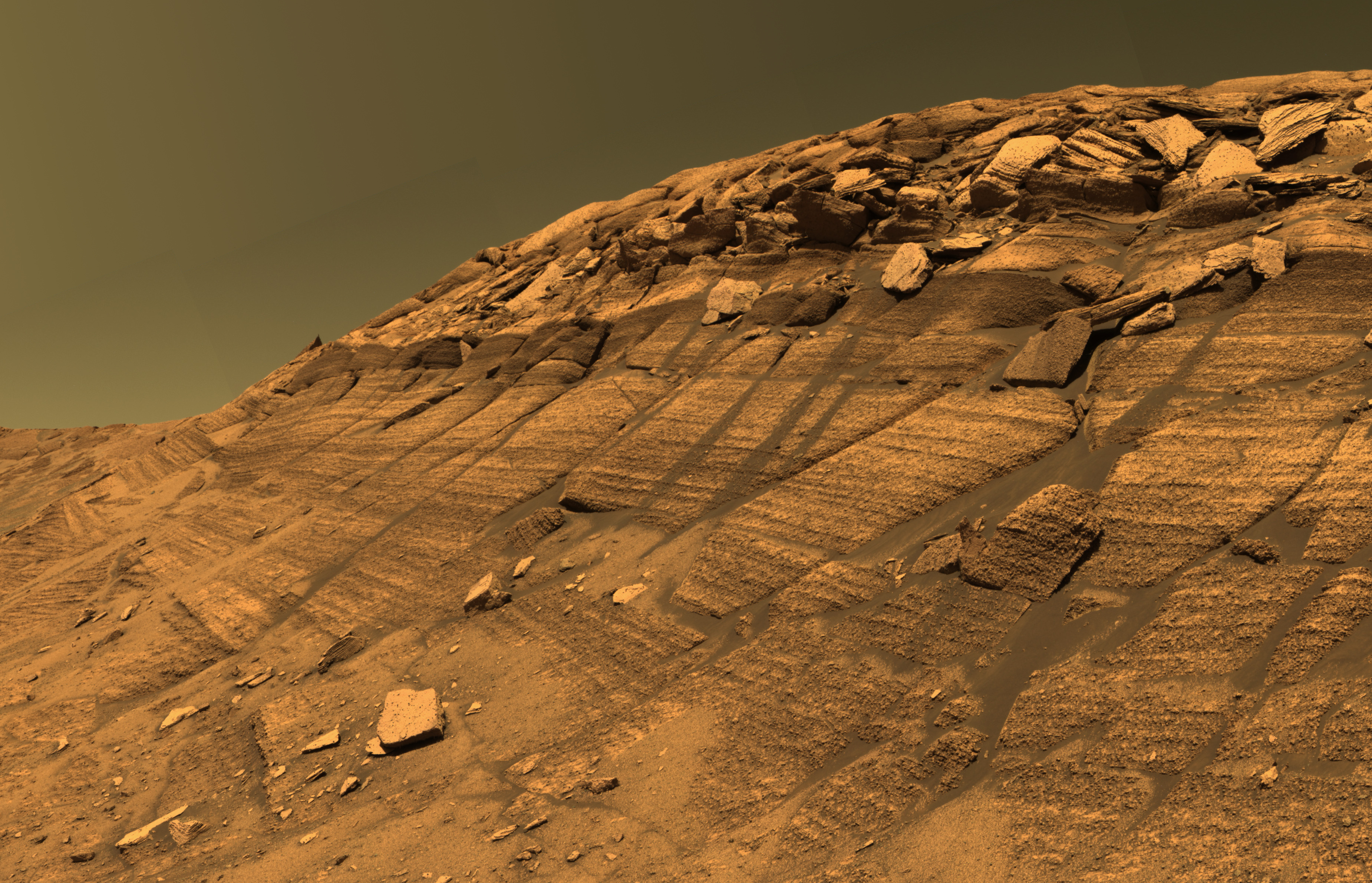
La falaise Burns, à l'intérieur du cratère Endurance (décembre 2004).

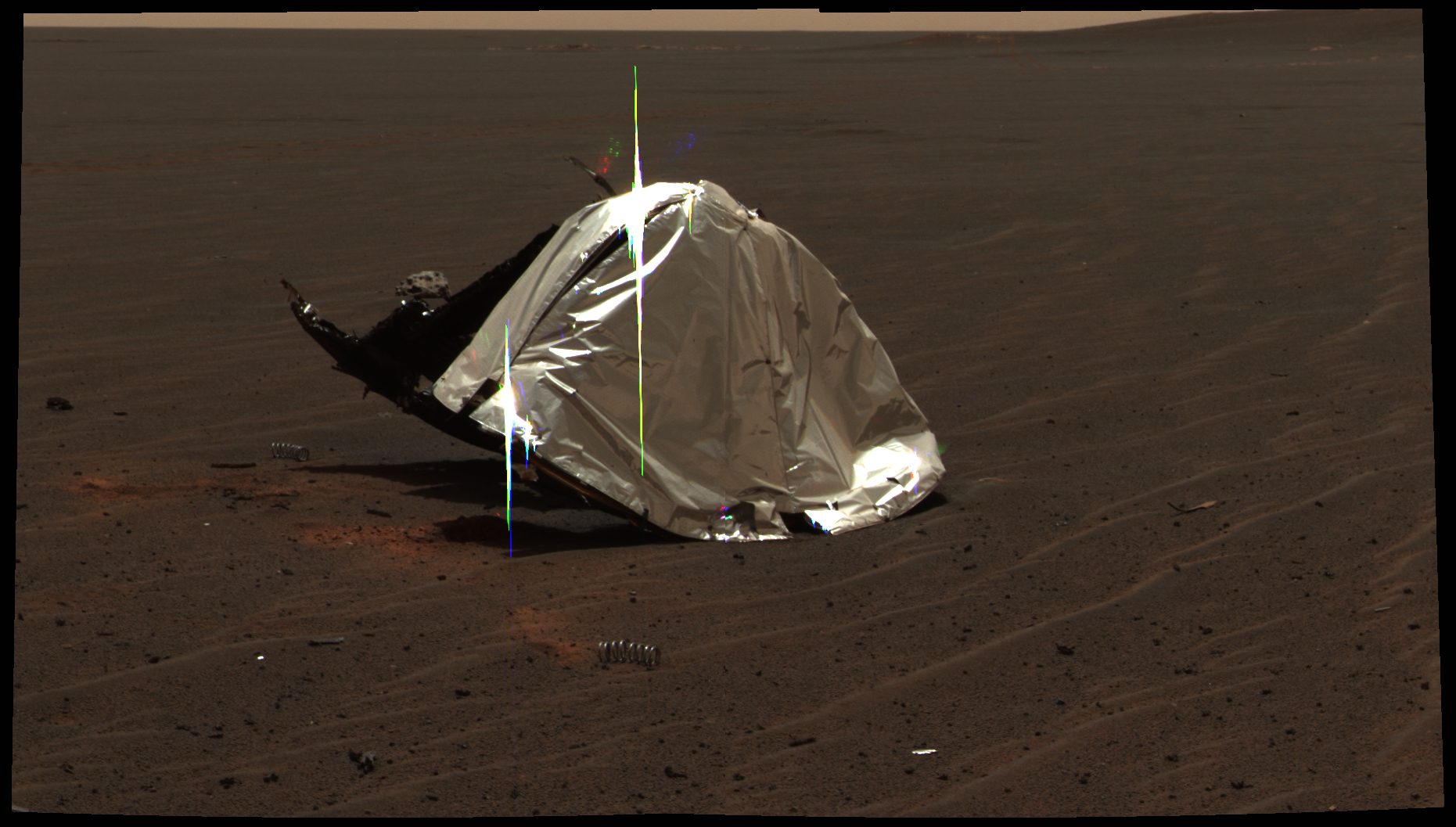
L'épave du bouclier thermique, au sud dEndurance (décembre 2004).

Opportunity atterrit le 24 janvier au milieu d'une large plaine située sur l'équateur de Mars, Meridiani Planum, au milieu d'un cratère d'impact de 22 m de diamètre, le cratère Eagle. De cet endroit, il prend des photos panoramiques, notamment d'un escarpement rocheux (photo) qui borde le cratère, et examine de nombreux échantillons. Ces premières analyses permettent aux scientifiques de formuler des hypothèses concernant la présence d'hématite et la présence passée d'eau sur Mars.
Le 31 janvier (sol 8), le rover effectue ses premiers tours de roues. Il passe presque deux mois à explorer l'intérieur d'Eagle, notamment ce fameux escarpement, puis il s'en extrait le 22 mars (sol 57). Il est alors dirigé vers l'est, en direction du cratère Endurance, situé à 600 mètres du lieu d'atterrissage. Sur son chemin, il visite, sans s'y attarder, deux petits cratères : Anatolia (6 avril, sol 71) puis Fram (20 avril, sol 84).
Le cratère Endurance
Opportunity atteint Endurance le 30 avril (sol 95). Le cratère est large d'environ 130 mètres et profond de 20 mètres, son exploration va durer près de huit mois.
Du 8 au 28 mai (sols 103-123), le rover visite le versant sud, au-dessus de la falaise Burns. Puis, ayant fait demi-tour, il fait une légère incursion dans le cratère du 6 au 8 juin (sols 129-133). La manœuvre s'annonçant risquée, c'est le lendemain, et un peu plus loin qu'il amorce sa descente sur une pente de 20°. Il est décidé de ne pas l'engager trop près du centre en raison du risque d'enlisement lié aux dunes. Différentes roches sont successivement étudiées (Tennessee, Cobble Hill, Virginia, London, Dahlia, Knossos, Arnold Ziffel...) sur lesquelles sont parfois effectués des prélèvements. En octobre sont observés deux rochers recouverts de fines craquelures, dont l'un, Wopmay, fait étrangement penser à un cerveau. Certains scientifiques y voient des fentes de dessiccation : elles signifieraient que l'eau a autrefois coulé sur Mars. Le rover observe ensuite en détail l'intérieur de la falaise Burns, s'en approchant jusqu'à 15 m, quand l'inclinaison du sol est trop forte pour lui permettre d'avancer davantage.
Le 11 décembre (sol 315), Opportunity s'extrait du cratère Endurance.
Le voyage vers le sud
Le 13 (sol 317), le rover est dirigé vers le sud et le 20 (sol 324), à 230 m d'Endurance (emplacement), il examine les restes de son bouclier thermique ainsi que les traces de son impact sur le sol.
Alors qu'il ne témoigne d'aucun signe d'usure et qu'aucun site ne semble intéressant aux géologues dans les environs, l'équipe du JPL décide de le faire parvenir jusqu'au cratère Victoria, situé à près de 8 kilomètres de là. Une traversée du désert s'annonce alors, qui commence le 15 décembre (sol 319) et va durer plus de deux ans.

### 2005

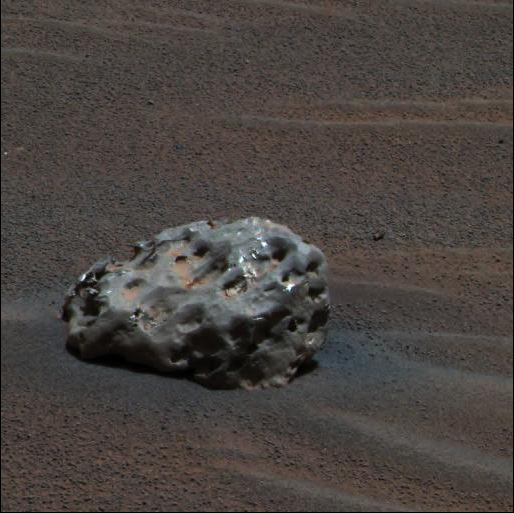
Heat Shield Rock.

Le 2 janvier (sol 335), Opportunity fait la découverte de la toute première météorite sur une autre planète. Située non loin du bouclier thermique, et logiquement baptisée Heat Shield Rock, elle est inspectée jusqu'au 12 janvier (sol 345).
Pendant de longs mois, le trajet qui mène au cratère Victoria est sans grand intérêt. Tout au plus le rover stationne-t-il une journée de temps en temps près d'un petit cratère : fin janvier, Alvin et Jason sont les premiers d'une longue série. Le 25 février (sol 385), la trajectoire du rover est déviée vers le cratère Naturaliste (étudié du sol 387 au sol 393). Du 7 au 14 mars (sols 398-405), c'est au tour du cratère Vostok, d'une vingtaine de mètres de diamètre.

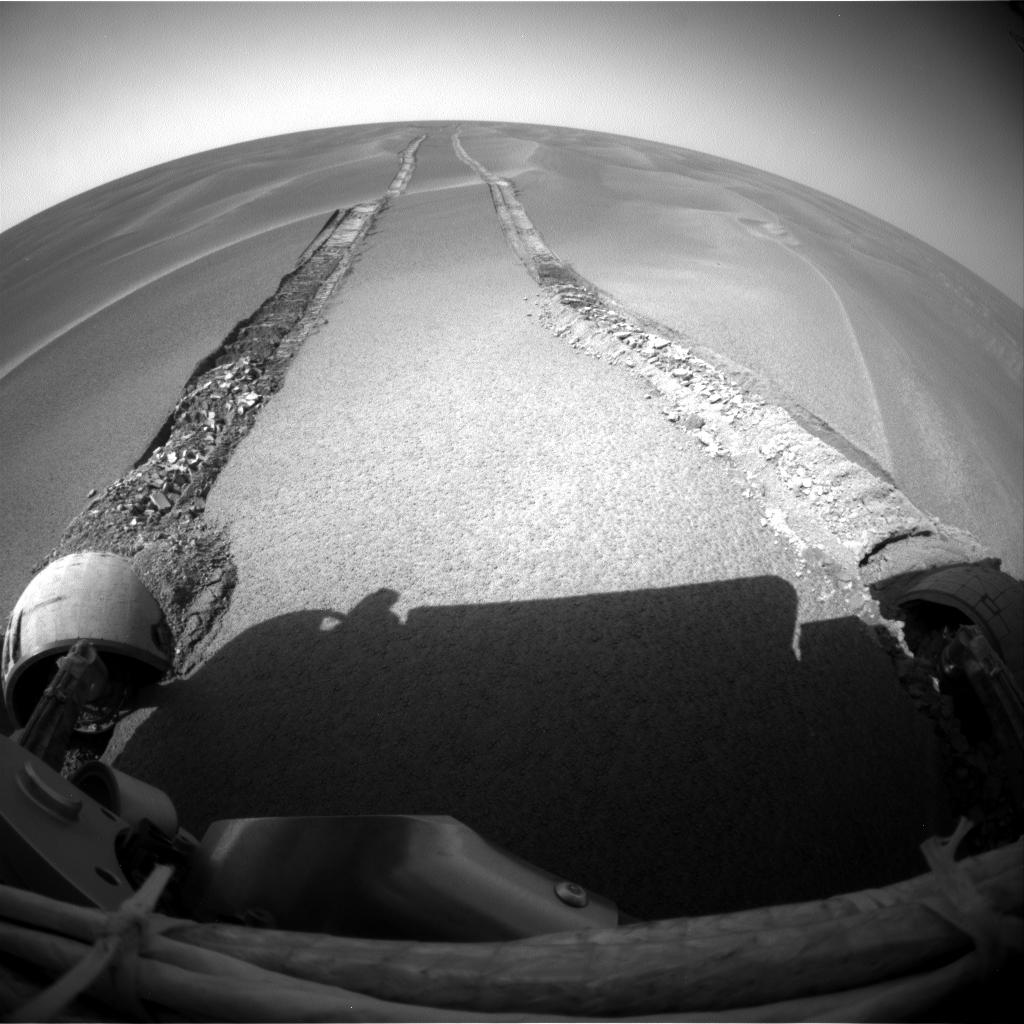
Opportunity enlisé pendant plus d'un mois.

Les techniciens n'hésitent pas à presser le mouvement : le 20 mars, le robot accomplit son plus long trajet en une seule journée, (220 mètres). De temps à autre, un arrêt est décidé : le cratère Viking est visité du 31 mars au 2 avril (sols 421-423) puis le cratère Voyager, du 3 au 7 avril (sols 424-427).
Le danger des dunes
Mais alors que la routine commence à s'installer, le rover va soudainement susciter beaucoup de crainte : le 25 avril (sol 445), il s'enlise dans une dune de 30 cm, plusieurs de ses roues étant ensablées,. Plus de six semaines de simulations sur Terre sont nécessaires afin de déterminer la meilleure manœuvre à effectuer pour le libérer. En le déplaçant centimètre par centimètre, le JPL réussit à le dégager le 4 juin ; il peut alors reprendre ses déplacements.
Le cratère Erebus

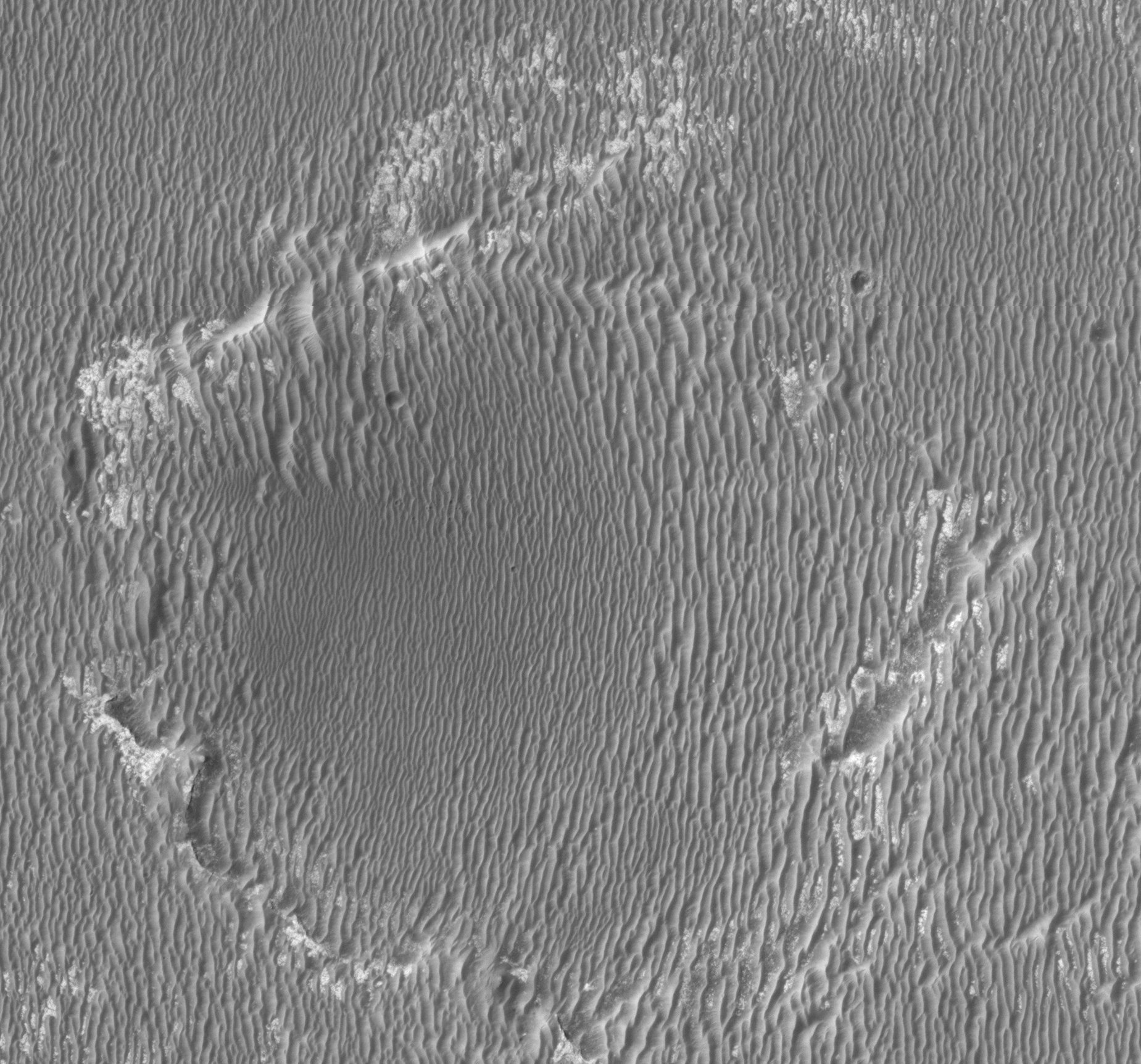
Le cratère Erebus, dont les flancs nord et ouest sont explorés pendant près de six mois.

Le 9 août (sol 548) alors qu'il se trouve aux deux tiers de son voyage entre Endurance et Victoria, Opportunity voit la nature du terrain changer : entre les dunes, apparaissent des etched terrains (« terrains gravés »), des mosaïques de plaques sédimentaires.
Le 22 septembre (sol 591), le rover arrive aux abords immédiats d'Erebus, un cratère d'environ 350 m, de diamètre mais qui est en grande partie ensablé, ce qui signifie qu'il est très ancien. Il constitue donc un site des plus intéressants pour les géologues et va être visité pendant cinq mois. Jusqu'au 19 octobre (sol 618) Opportunity explore les dalles qui parsèment la partie nord du cratère (sites South Shetland et Four Lane). Puis, après s'être un peu éloigné du cratère, il y revient le 2 novembre (sol 631). Pendant trois mois, et du nord au sud, il va parcourir tout le bord ouest, au sommet de la « falaise » Payson.

### 2006

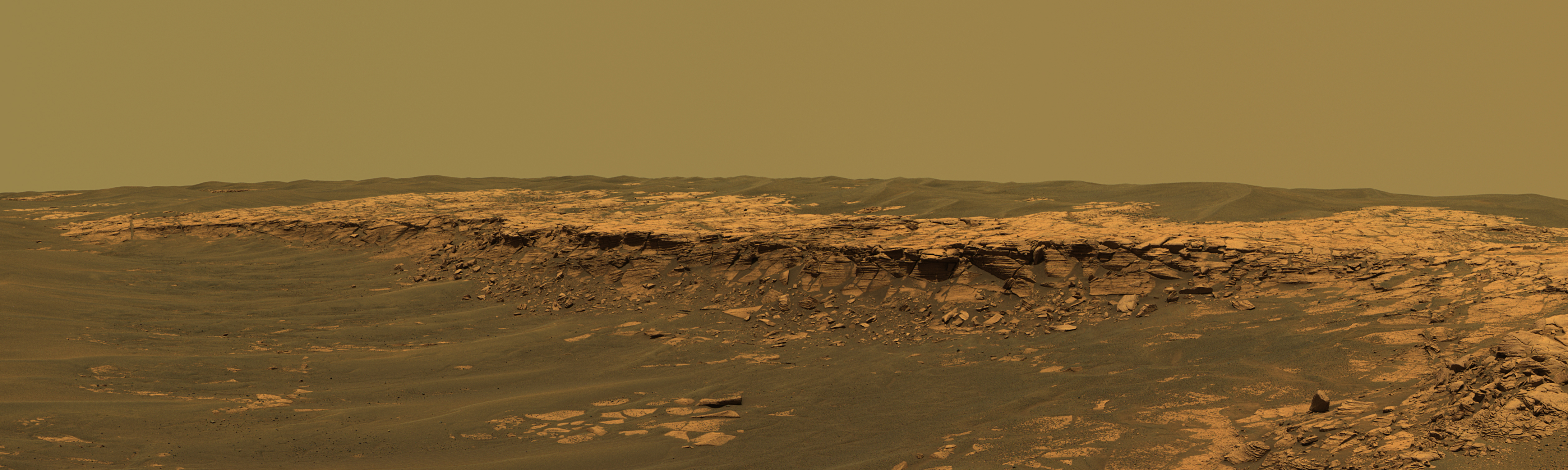
Cratère Erebus, affleurement Payson, 26 février (sol 744).

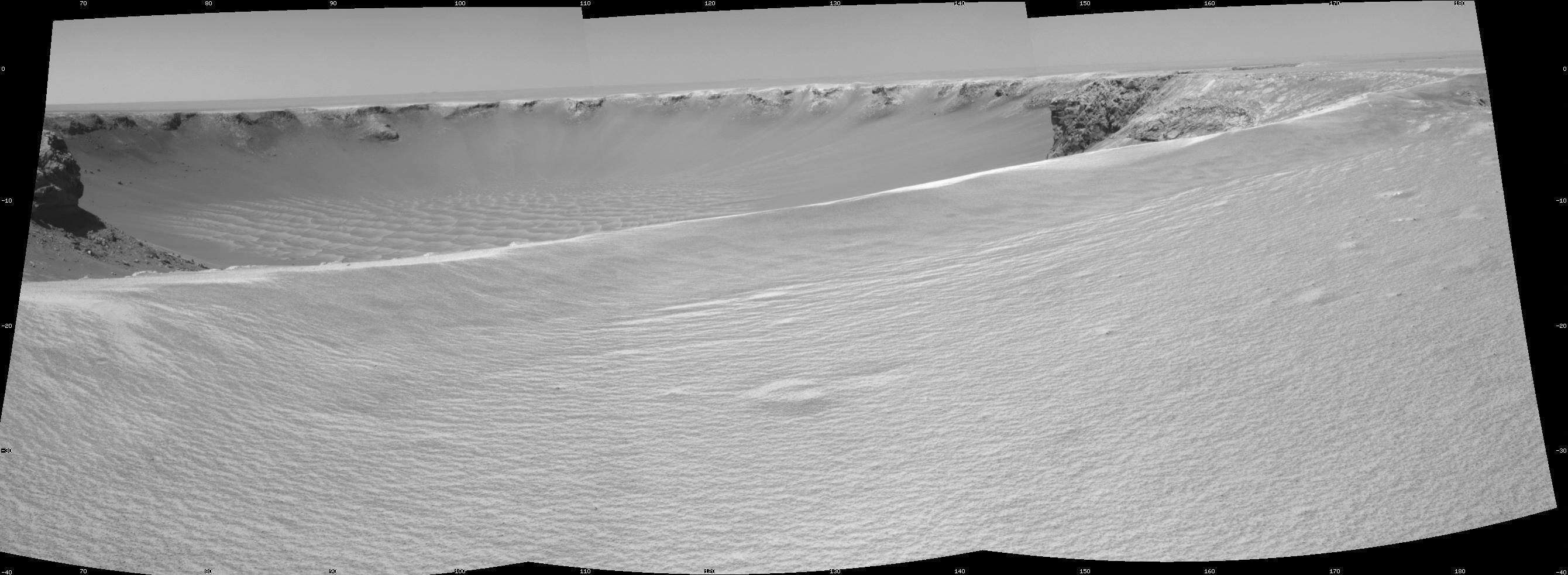
Le cratère Victoria, approché par Opportunity le 26 septembre 2006 (sol 951).

Opportunity poursuit l'exploration du cratère Erebus. Fin février, les clichés qu'il envoie du rempart Payson sont spectaculaires. Le 12 mars (sol 758), il s'éloigne finalement du cratère et poursuit sa route vers Victoria.
Le 1er août (sol 896), il accoste le cratère Beagle, de 35 m de diamètre, qui intéresse les géologues car il se situe à la périphérie du Victoria annulus. Après l'avoir largement contourné par l'ouest pour éviter de s'enliser à nouveau, le rover y stationne jusqu'au 12 août (sol 906).
Du 4 au 11 septembre (sols 929-936), il analyse le petit cratère Emma Dean, qui n'est plus qu'à une centaine de mètres de Victoria.
Le cratère Victoria

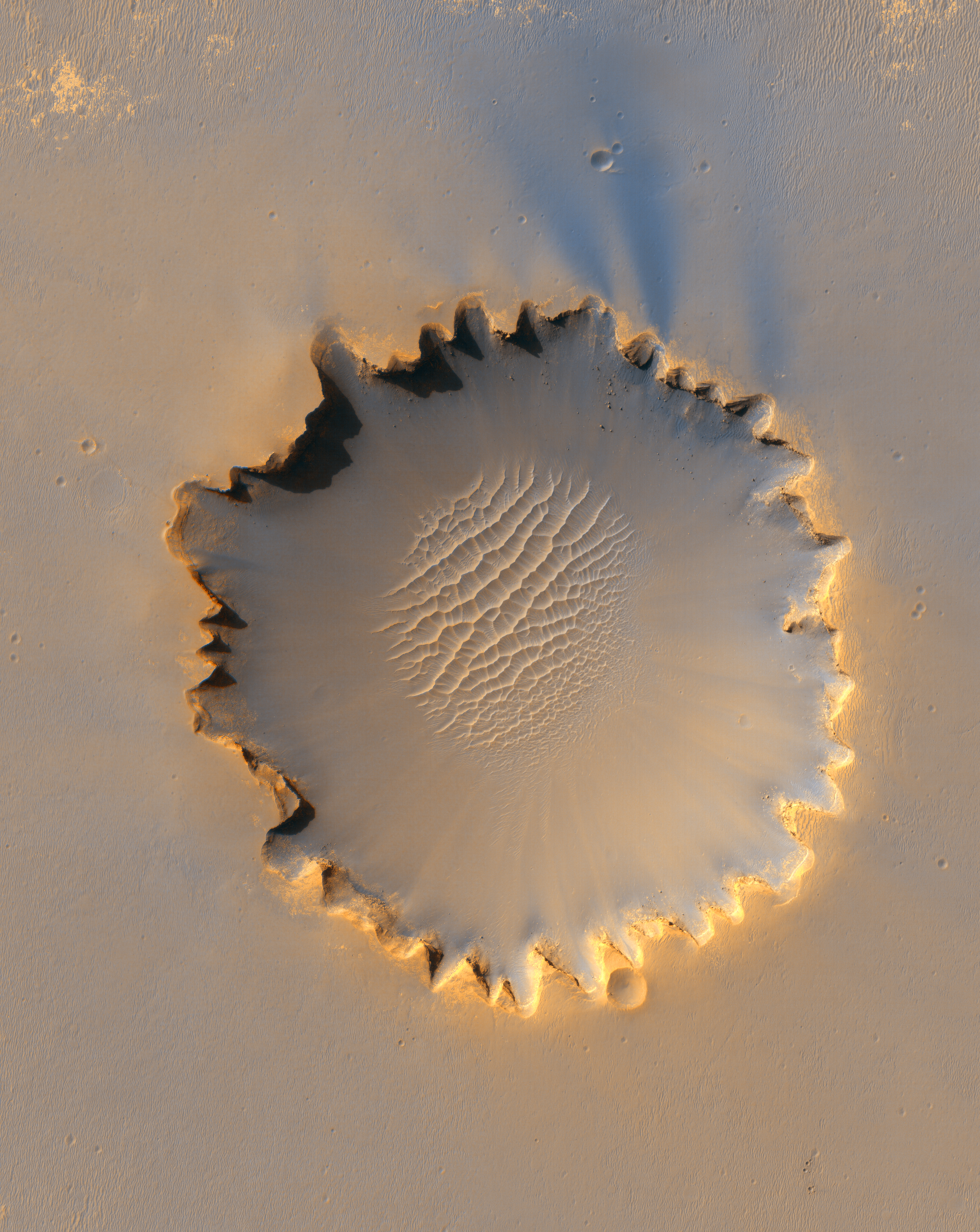
Le cratère Victoria.

Le 26 septembre (sol 951), malgré quelques problèmes mécaniques affectant son bras robotisé et après avoir parcouru 8 km depuis son site d'atterrissage, Opportunity atteint Victoria, qu'il va explorer pendant plus de deux ans.
Large de 750 mètres, soit environ huit fois la taille d'Endurance, son contour est découpé, c'est pourquoi les géologues ont baptisé « caps » et « baies » les différentes formations qui constituent son périmètre. Les images qu'il va transmettre au fil des mois, les plus spectaculaires jamais envoyées depuis la planète, constituent une mine d'or pour les scientifiques dans la mesure où les coupes des différents caps vont leur révéler de nombreuses strates.
Arrivé par Duck Bay (« baie du canard »), Opportunity commence son exploration par le nord du cratère : Cabo Verde (Cap Vert), Cape Saint Mary (cap Sainte Marie), Bottomless Bay (« baie sans fond »)... Le 31 décembre (sol 1039), il aborde Santa Catarina, le « Cap Sainte Catherine »).

### 2007
Toute la première moitié de l'année est consacrée à la poursuite de l'exploration du versant nord du cratère Victoria. Le 9 février (sol 1083), Opportunity franchit son 10e kilomètre.

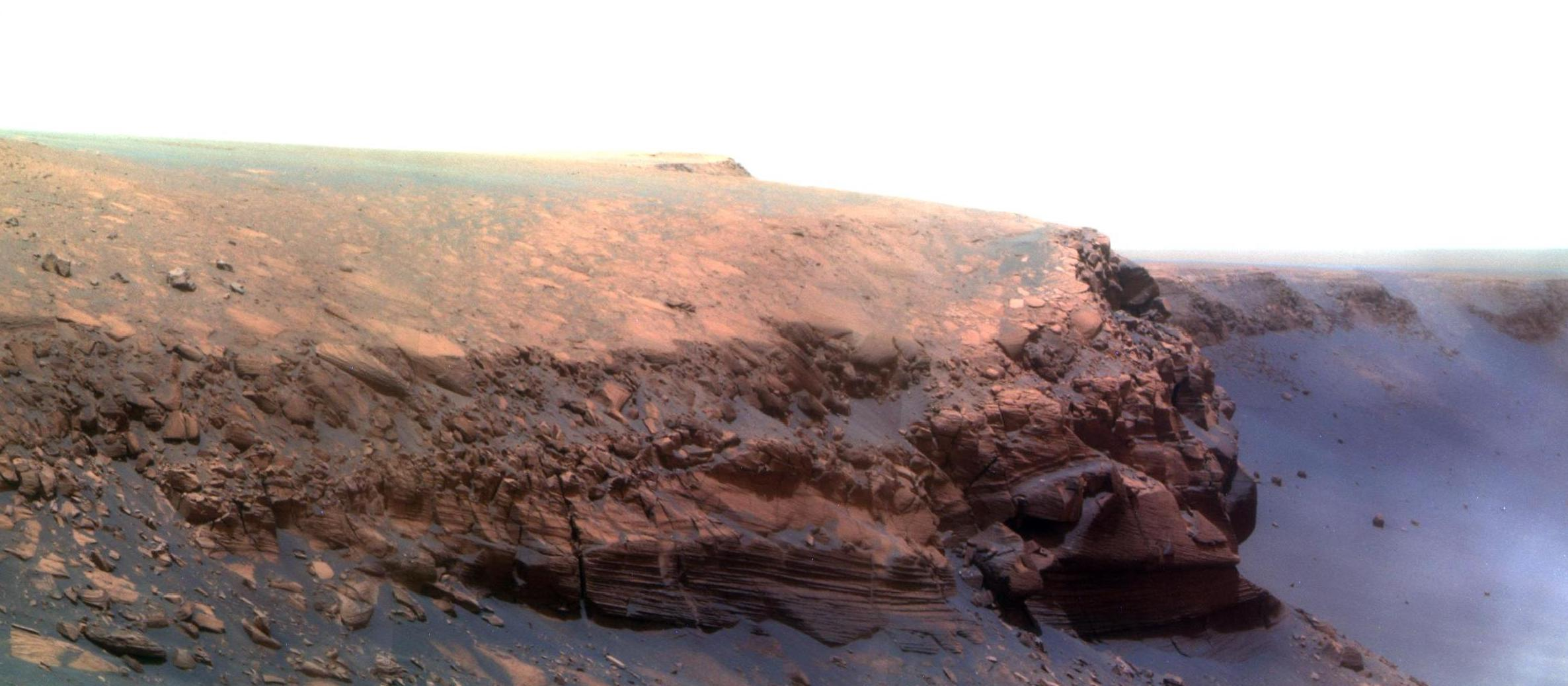
Cape Verde, le 20 octobre 2007.

Le 24 avril (sol 1153), parvenu au Capo Tierra del Fuego (cap « Terre de feu »), le rover fait demi-tour en direction de Duck Bay, l'endroit où il était arrivé et où il est considéré que l'accès à l'intérieur du cratère est le moins dangereux, la pente n'excédant pas 17 %.
Près d'un an dans le cratère... presque sans bouger
Le 13 septembre (sol 1291), il pénètre très légèrement dans le cratère pour une étude détaillée de ses parois. Il va l'occuper pendant près d'un an, ses déplacements n'excédant pas 252 mètres durant cette période. Il est décidé de ne pas l'engager plus loin dans le cratère, le sol étant de plus en plus meuble au fur et à mesure qu'il se rapproche du centre.

### 2008

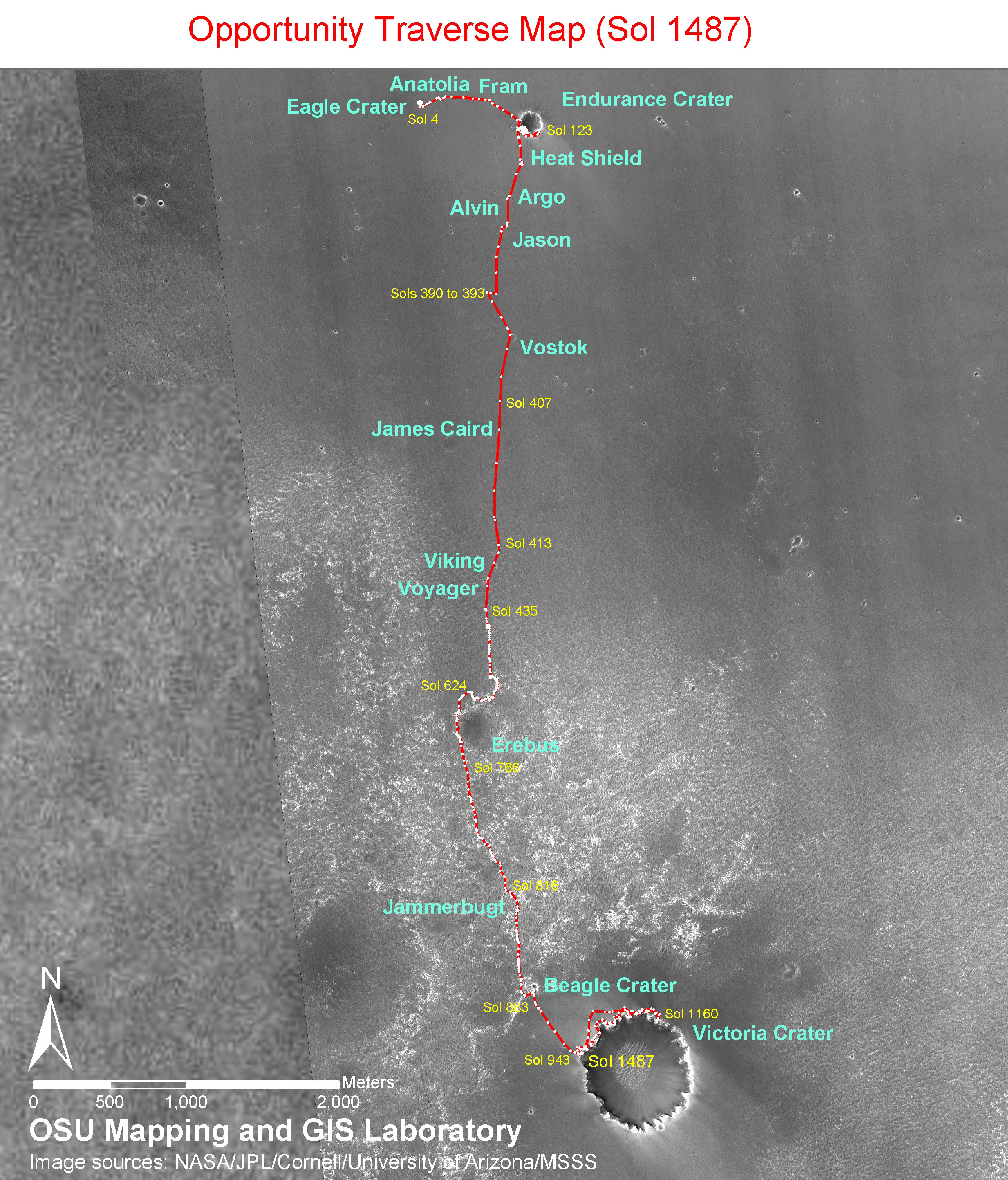
Parcours d’Opportunity jusqu'à son exploration de Duck Bay (septembre 2007-août 2008).

Durant les huit premiers mois de l'année Opportunity poursuit son parcours dans Duck Bay, à l'intérieur du cratère Victoria.
Le 8 août (sol 1612), le rover est au plus près de la paroi sud de Capo Verde. Le 28 (sol 1634), il ressort de Victoria sans pour autant s'éloigner.
Une nouvelle traversée du désert
Le 23 septembre (sol 1659), Opportunity s'éloigne de Duck Bay en direction du bord sud du cratère et la NASA annonce que son prochain objectif est le cratère Endeavour, beaucoup plus grand que Victoria (21 km de diamètre, contre 750 m) et situé à 12 km de là. La durée du trajet est estimée à deux ans (il en fera en réalité trois). Le rover sera aidé par les images haute résolution fournies par la sonde MRO et par un nouveau logiciel de bord.

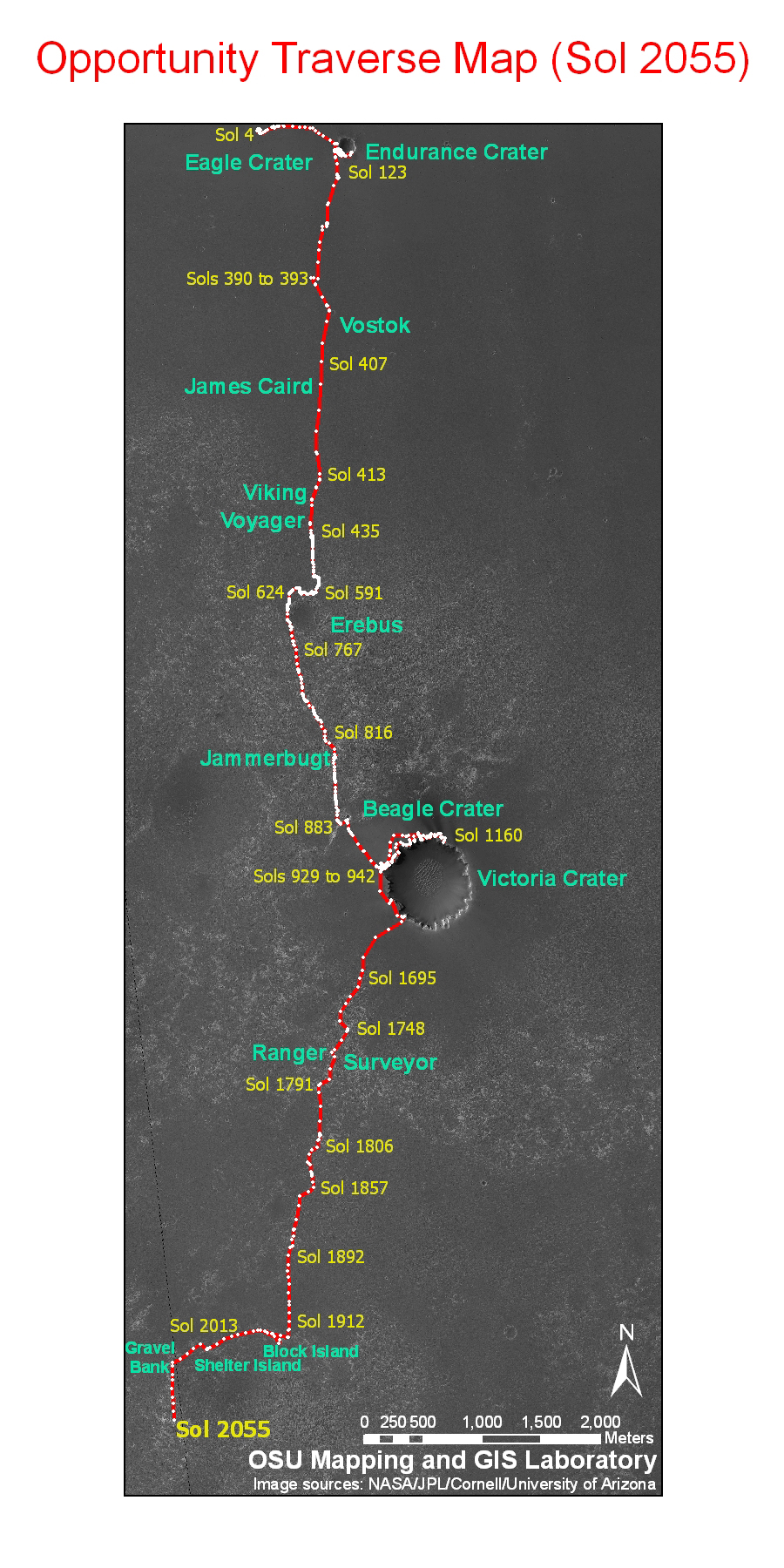
Parcours d’Opportunity jusqu'au 3 novembre 2009.

Le 14 octobre (sol 1679), Opportunity, depuis Cape Victory, quitte le cratère Victoria. Le long voyage commence alors. En raison de la distance à parcourir et de la nature très sablonneuse du terrain entre Victoria et Endeavour, il s'agit d'un véritable pari. Malgré l'âge du rover (4 ans et demi), et afin de minimiser les risques d'enlisement, la NASA décide de ne pas lui faire emprunter le chemin le plus court, le jugeant trop fluide et l'engage en direction du sud-ouest.
Le 18 novembre (sol 1713), alors qu'Opportunity stationne à un endroit baptisé Santorini, il interrompt ses activités en raison d'une nouvelle conjonction solaire.

### 2009

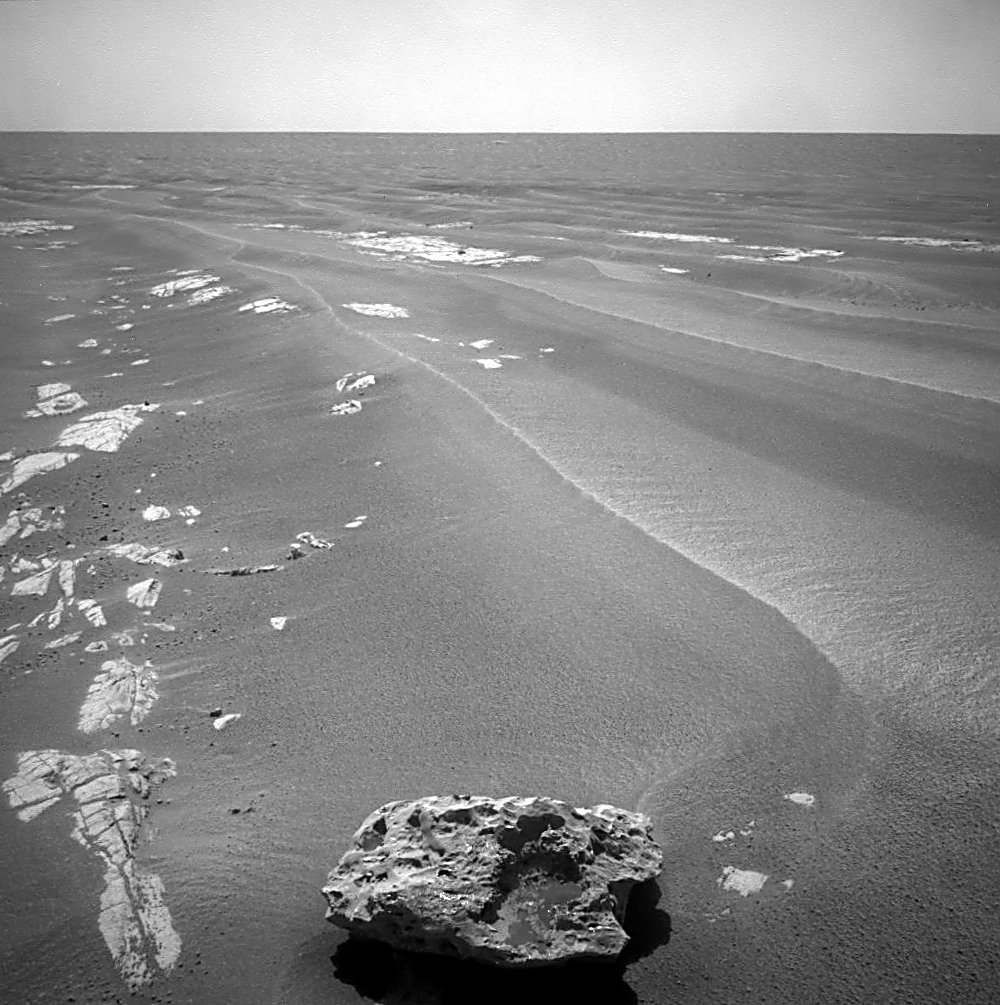
Block Island, la météorite visitée fin juillet 2009.

Le 15 janvier (sol 1770), les déplacements reprennent.
Le 20 mars (sol 1820), alors que le rover franchit son 15e kilomètre, les opérateurs du JPL lui font effectuer une manœuvre inhabituelle, le conduisant vers le nord-ouest, juste face au cratère Resolution, afin de tester le franchissement des dunes dans ce sens.
Le 28 juin (sol 1930), le rover est dirigé vers l'ouest, c'est-à-dire dans la direction opposée d'Endeavour, le sol étant jugé beaucoup trop risqué pour sa progression.
Trois nouvelles météorites
Le 19 juillet (sol 1950), alors qu'il franchit son 17e kilomètre, Opportunity fait demi-tour pour observer un rocher, près duquel il est passé une semaine plus tôt sans que nul ne réalise sur l'instant qu'il s'agissait d'une nouvelle météorite (en) , qui mesure près de 70 cm de long et qu'il photographie sous tous les angles du 28 au 30 juillet (sols 1959-1961). Les 1er et 13 octobre, deux nouvelles météorites sont découvertes, plus petites : météorite Shelter Island et météorite de Mackinac Island .
Le 22 octobre (sol 2042), nouveau changement de trajectoire, cette fois vers le sud.

### 2010

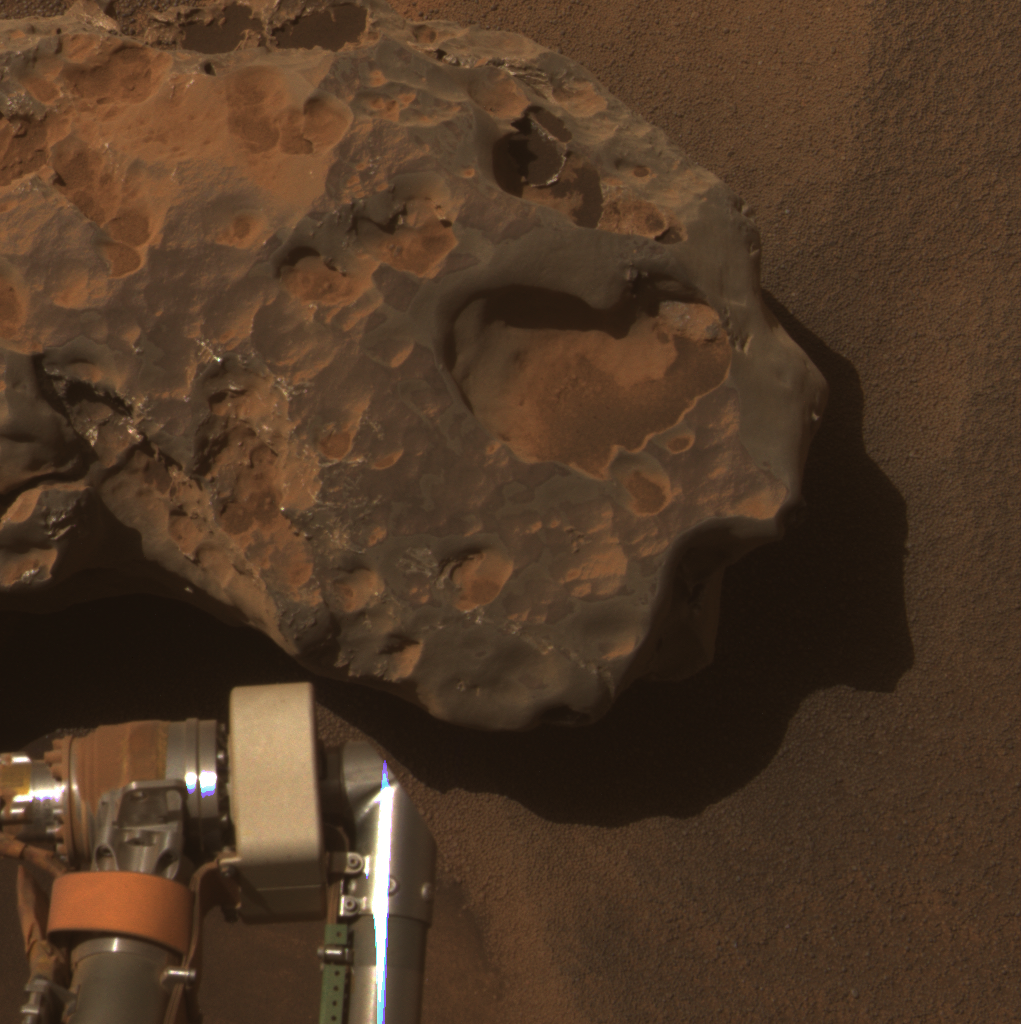
La météorite Oileán Ruaidh, découverte en septembre 2010.

Le 24 mars (sol 2191), grâce à l'expérience acquise et à la cartographie détaillée obtenue par le satellite Mars Reconnaissance Orbiter, Opportunity effectue de nombreux et fructueux arrêts auprès de divers rochers et cratères jugés intéressants d'un point de vue géologique.

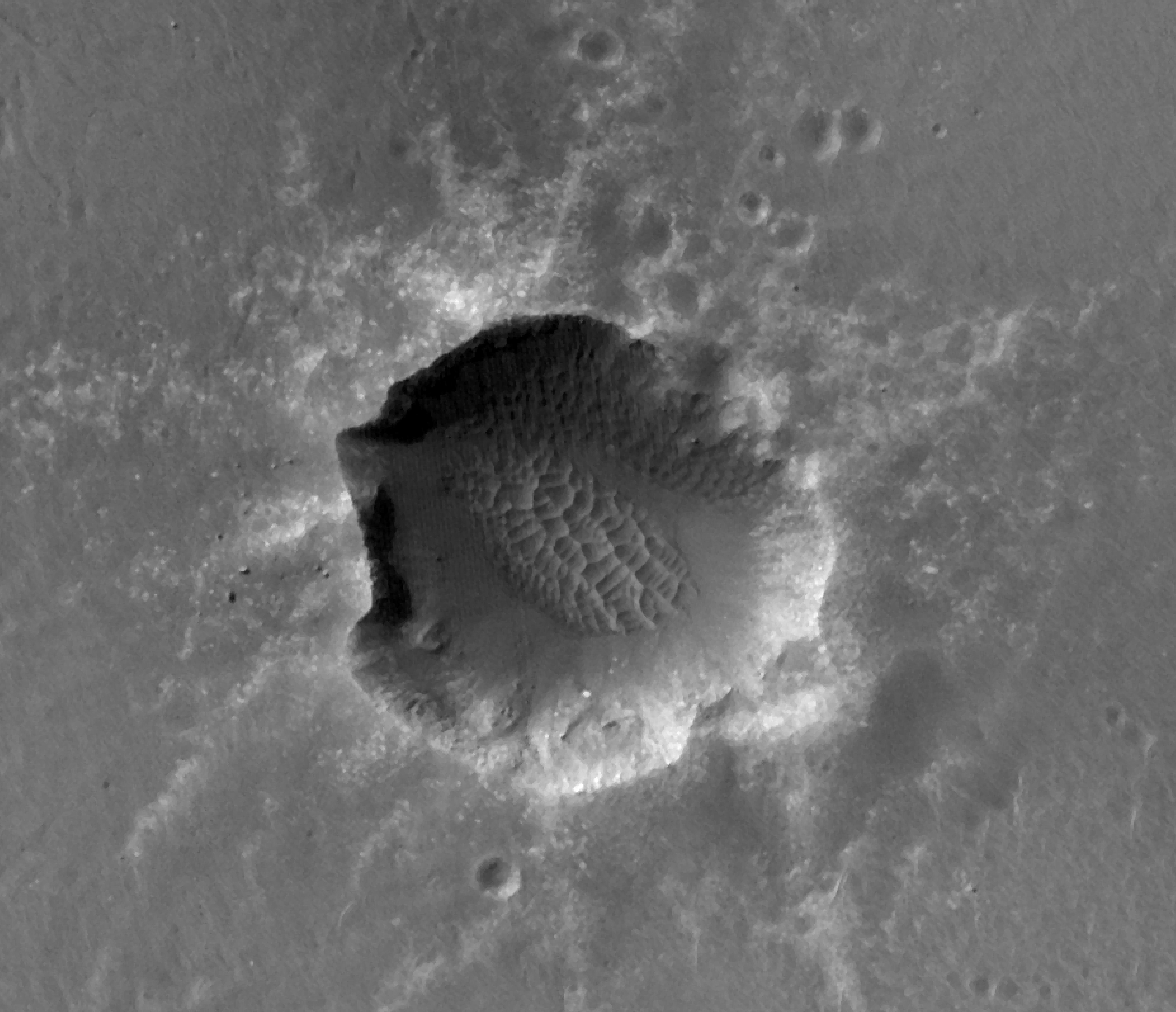
Le cratère Santa Maria, atteint le 15 décembre.

Du 28 janvier au 2 mars (sols 2138-2170), le rover visite le petit cratère Conception.
Le 24 mars (sol 2190), le vingtième kilomètre est franchi.
Le 19 mai (sol 2245), au site Grand Bank, nouvelle correction de trajectoire majeure, cette fois en direction du sud-est, vers le cratère Endeavour.
Du 21 au 24 septembre (sols 2368-2371), découverte et analyse d'une cinquième météorite, Oileán Ruaidh Rock (en), 45 cm de long.
À la mi-novembre, le vingt-cinquième kilomètre est franchi.
Le cratère Santa Maria
Le 15 décembre (sol 2452), Opportunity atteint le versant est du cratère Santa Maria, large de 80  à   90 mètres. puis il le contourne par le sud en s'en éloignant quelque peu.

### 2011

Le cratère Santa Maria photographié les 18 et 19 décembre 2010.

Du 27 janvier au 11 février, alors qu'il se trouve sur le site Luis de Torres, sur le versant sud-est du cratère Santa Maria, le rover interrompt ses activités en raison d'une conjonction solaire : Mars se trouve alors diamétralement opposé à la Terre par rapport au Soleil.
Depuis le même site, jusqu'au 23 février (sol 2518), puis depuis un site voisin, Ruiz Garcia, du 24 février au 25 mars (sols 2519-2542), le rover observe le cratère Santa Maria. Il quitte alors le secteur et poursuit sa route vers Endeavour à un rythme soutenu.
Le 3 mai (sol 2586), le rover s'apprête à contourner un petit cratère baptisée « Freedom », du nom de la cabine à bord de laquelle Alan Shepard est devenu le premier Américain envoyé dans l'espace, cinquante ans plus tôt, le 5 mai 1961. Le 24 (sol 2606), il franchit son trentième kilomètre.

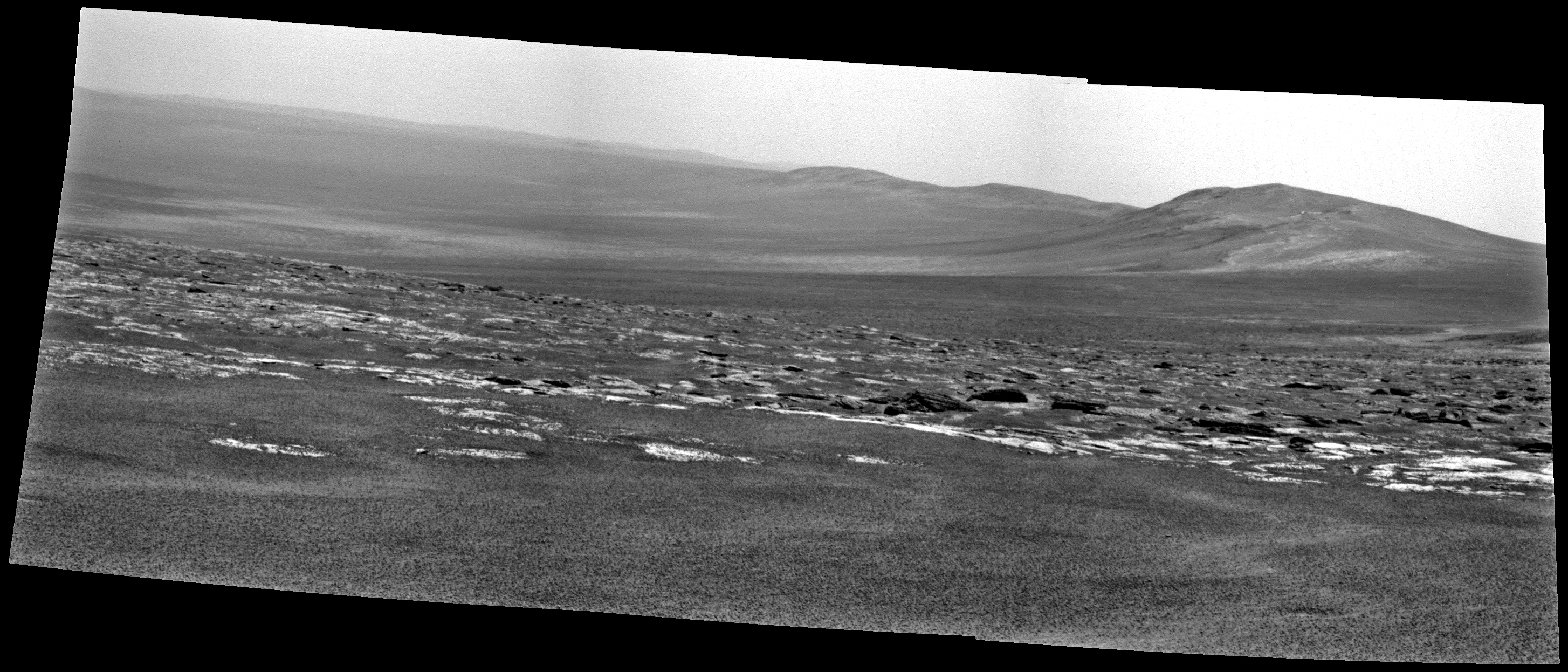
Le cratère Endeavour vu par Opportunity. On aperçoit à droite Cape Tribulation, l'un des remparts du cratère, que le robot explorera en 2015.

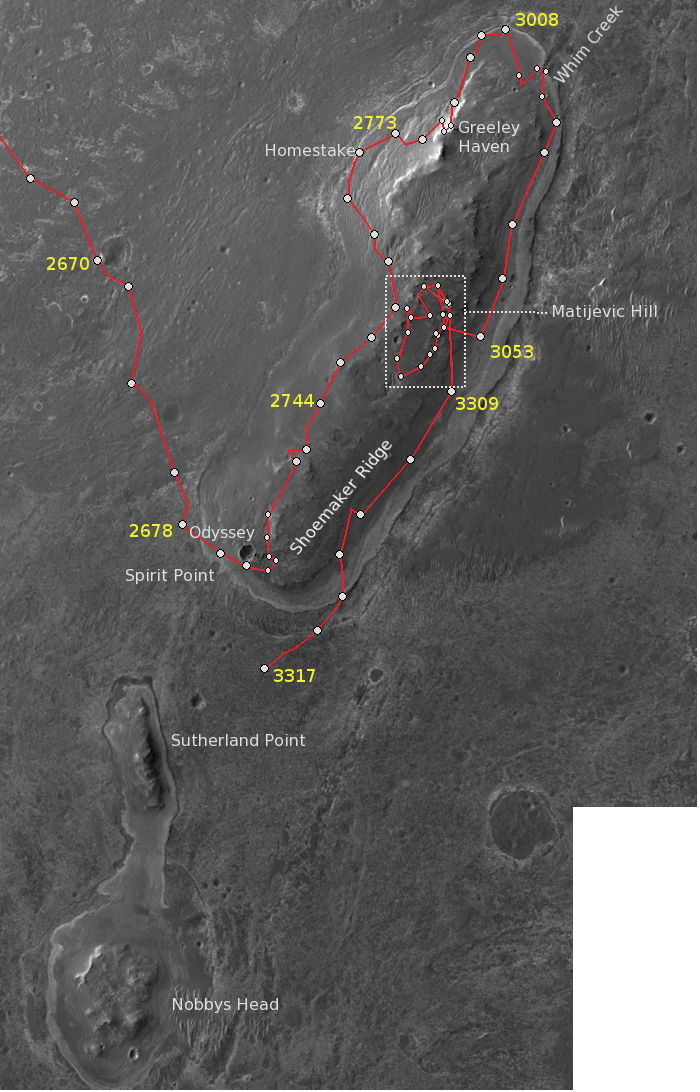
Cape York, exploré du 11 août 2011 au 22 mai 2013.

Le 11 août, 7 ans et demi après s'être posé sur Mars, Opportunity atteint Endeavour.
Cape York
La mission qui lui est confiée est d'explorer Cape York, un monticule d'un kilomètre de long constitué lors de l'impact météoritique au sud duquel il se trouve et qui a provoqué le cratère (il s'agit donc d'un fragment du « rempart » de ce cratère). Rapidement, le rover analyse des échantillons qui se révèlent plus anciens que tous ceux découverts jusque-là.
Après s'être attardé au sud de Cape York, le rover gagne le nord en suivant le côté occidental (opposé à Endeavour). Le 3 novembre (sol 2765), il découvre une veine de roches blanches qui est baptisée Homestake. Il s'avère qu'elle est constituée de gypse, ce qui constitue une nouvelle preuve de l’action de l’eau sur Mars.
Le 13 décembre (sol 2800), il est parqué dans un endroit baptisé Greeley Haven (en hommage au géologue planétaire décédé deux mois plus tôt, Ronald Greeley (en)) pour y être immobilisé pendant cinq mois, le temps que s'écoule l'hiver martien. Cette interruption d'activité est d'autant plus nécessaire qu'avec le temps, de la poussière s'est accumulée sur ses panneaux solaires, ce qui réduit d'autant ses ressources énergétiques.

### 2012
Le rover réajuste sa position le 3 janvier (sol 2812) et ne reprend ses déplacements que le 8 mai (sol 2945). Les images panoramiques prises depuis la fin décembre sont spectaculaires.
Le 29 juin, Opportunity envoie une image macroscopique du trou foré dans l’une des plaques blanches qui parsèment et marquent la périphérie de Cape York. Le 12 juillet, le rover atteint le nord de Cape York.

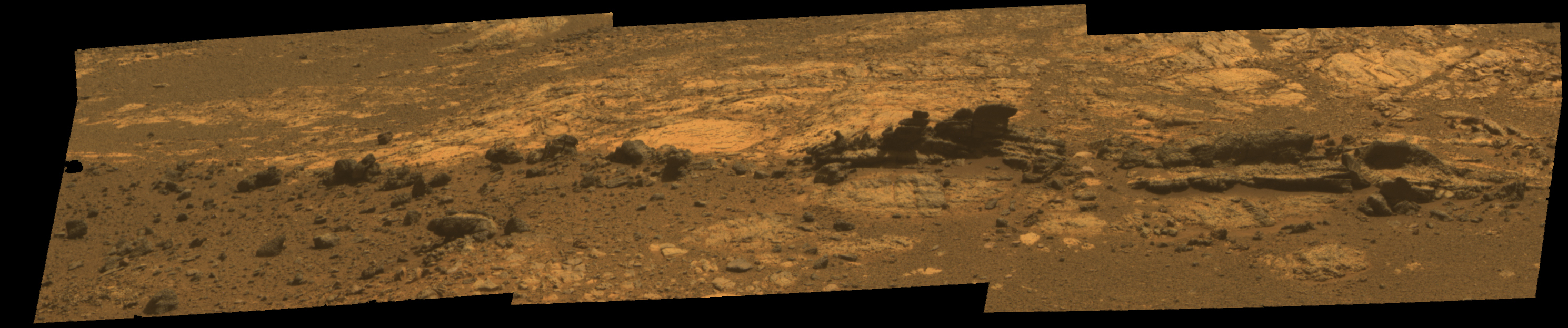
Matijevic Hill, site découvert le 28 août 2012.

Au centre de Cape York : Matijevic Hill
Le 28 août (sol 3053), alors qu'il redescend vers le sud (cette fois par son flanc oriental), il oblique à 90° sur sa droite et s'engage vers le milieu de la colline (franchissant au passage son 35e kilomètre).
Le 13 septembre, il atteint une zone baptisée Matijevic Hill et, le lendemain, repère un type de sphérules (en) jusqu'alors inconnues des scientifiques,.

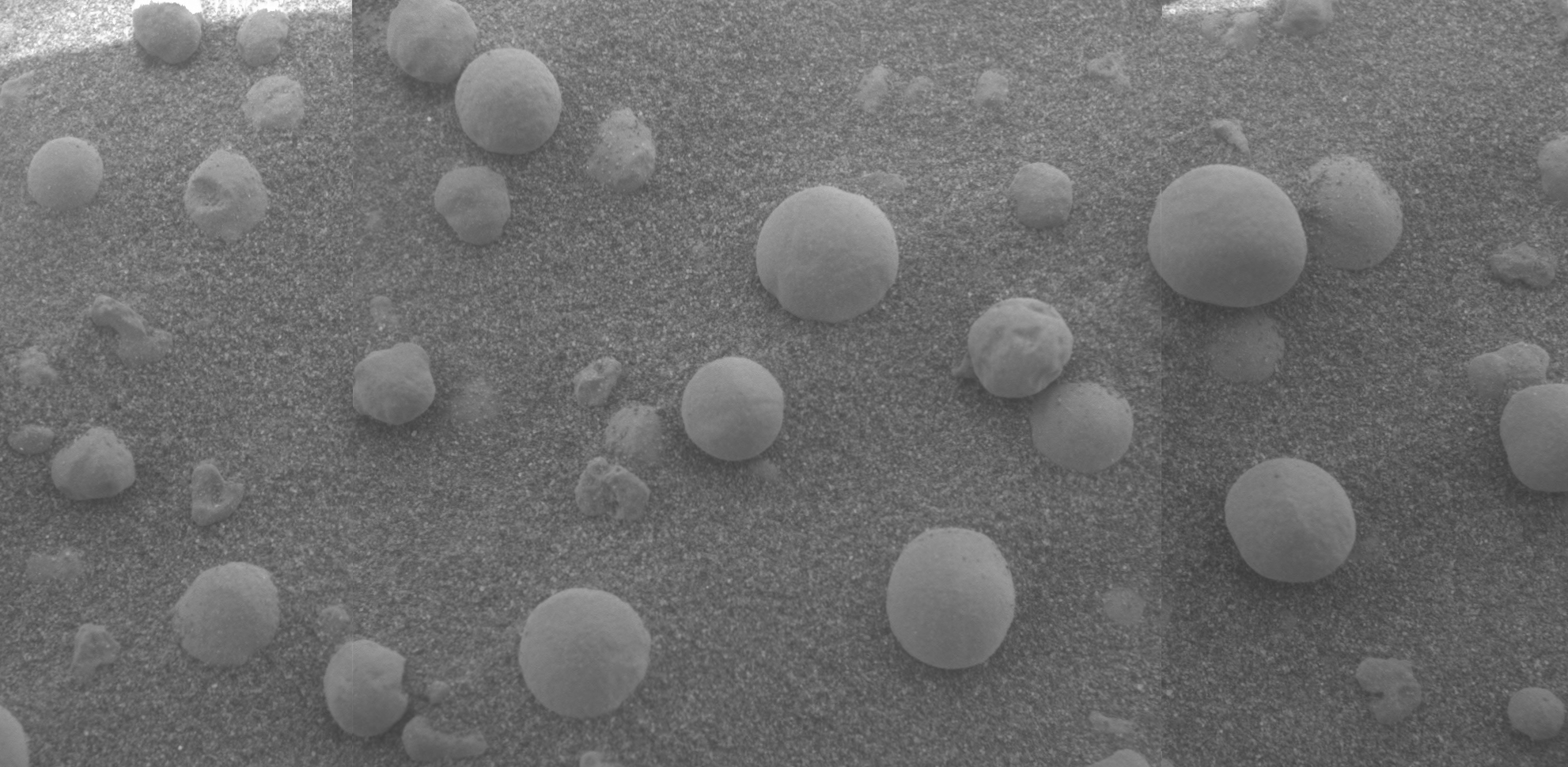
Sphérules martiennes.

Cette zone comprend deux secteurs jugés particulièrement intéressants : 
- Whitewater lake, qui présente des matériaux clairs susceptibles de contenir de l’argile, ce qui serait l’indice d’une action prolongée de l’eau sur les roches ;
- Kirkwood, où ont été trouvées les fameuses sphérules. Celles-ci ont été désignées « newberries » par différence avec les anciennes, surnommées « blueberries » (myrtilles).
Alors qu'Opportunity a fait le tour de Matijevic Hill, les scientifiques du JPL se demandent si ces deux secteurs datent d’avant ou après la création du cratère Endeavour. Raison pour laquelle il est décidé qu'Opportunity explore la zone pendant encore plusieurs mois.

### 2013
Du 26 mars (sol 3254) au 8 mai (sol 3296), nouvelle conjonction : le soleil se trouve entre Mars et la Terre, ce qui contraint le rover à l'inactivité. Après quoi, il quitte le site de Matijevic Hill par le sud, tout en restant à Cape York.
En route vers Cape Tribulation
Le 22 mai, Opportunity quitte Cape York. Les responsables de la mission lui ont assigné un nouvel objectif : Solander Point, un endroit situé au pied d'une autre colline, située à 2 km au sud, et qui, comme Cape York mais un peu plus élevée, fait partie du rempart du cratère Endeavour : Cape Tribulation. Il est prévu que le rover soit parqué sur le flanc ouest de cette colline lors du prochain hiver, qui débutera en décembre.

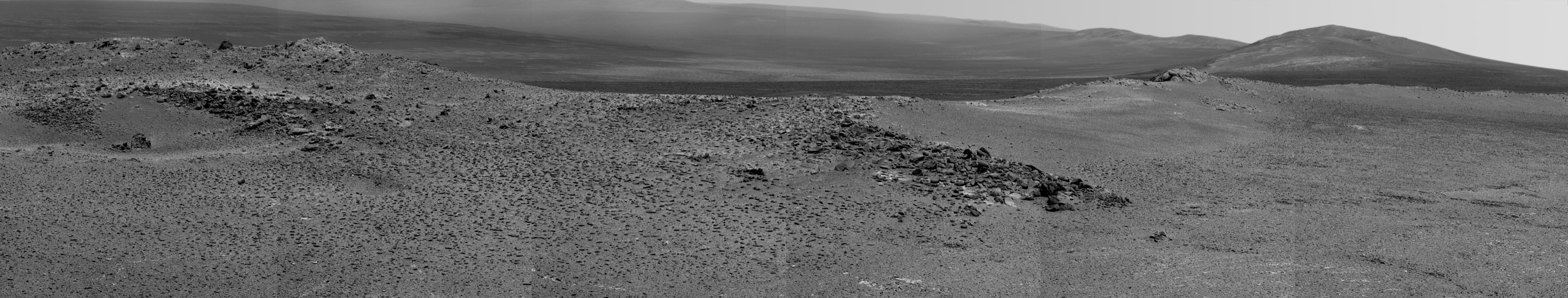
Nobby's Head.

Le rover traverse donc Botany Bay, la zone désertique séparant Cape York de Cape Tribulation. Du 6 au 20 juin, il contourne le promontoire de Nobby's Head et poursuit sa route vers le sud. Le 8 juillet (sol 3360), il est repéré par la sonde MRO. Le 12 (sol 3364), alors qu'il n'est plus qu'à 250 m de Solander Point, il oblique vers l'est : profitant de l'avance prise dans le programme, les responsables de la mission ont en effet décidé de lui faire faire une petite incursion vers les contreforts d'Endeavour. Le 2 août, il est ramené vers son objectif.
Cape Tribulation
Deux jours plus tard, le 4 août, Opportunity atteint Solander Point, l'extrémité nord de Cape Tribulation.
Le 17 septembre (sol 3441), après avoir longuement étudié le périmètre nord de la colline, le rover s'engage vers les hauteurs, obliquant vers le sud le 24 octobre (sol 3467).
Le 9 décembre, il est stabilisé sur les pentes de Murray Ridge, de sorte à affronter son quatrième hiver martien, ses panneaux solaires étant le mieux possible exposés au soleil. À partir du 17 décembre (sol 3512), ses déplacements sont extrêmement limités.

### 2014

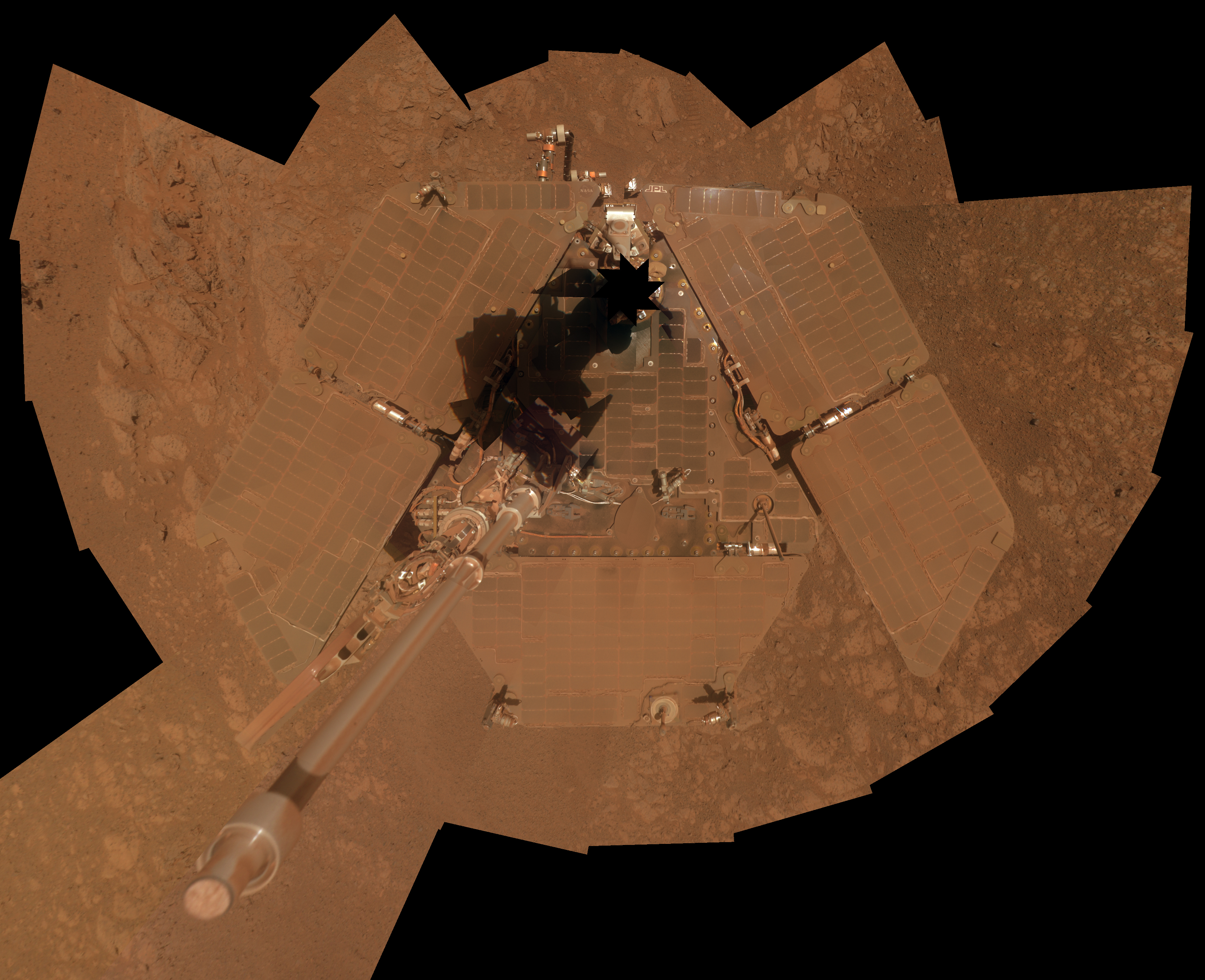
« Autoportrait » dOpportunity le 6 janvier 2014. Les panneaux solaires sont couverts de poussières, ce qui réduit sa production d'énergie.

Le 16 janvier, alors qu'Opportunity poursuit sa quatrième période d'hibernation, Steve Squyres, responsable de la mission, annonce qu'une photo prise le 7 janvier (sol 3540) montre, sur le sol, une pierre qui n'y apparaissait pas lors de la précédente prise de vue, le 26 décembre (sol 3528). Cette nouvelle intrigue la communauté scientifique. Deux hypothèses sont étudiées : soit le rover a déplacé lui-même la roche alors qu'il effectuait une manœuvre, soit celle-ci a atterri à la suite d'un impact de météorite,. Au terme de longues observations, c'est finalement la première option qui est retenue.
Le 25 janvier, les équipes de la NASA fêtent le dixième anniversaire de l'atterrissage d'Opportunity sur Mars et, le 22 février (sol 3584), le rover reprend ses mouvements, à nouveau vers le sud.
En mars, le vent nettoie ses panneaux solaires, ce qui augmente sensiblement ses réserves d'énergie.
Du 18 au 28 mai (sols 3659-3677), il stationne à Pillinger Point,, un endroit où il se livre à d'importantes études géologiques et d'où il surplombe le cratère Endeavour. Le 5 juin (sol 3684), il envoie de nouvelles images spectaculaires d'Endeavour, depuis un rebord de Murray Ridge et poursuit sa route dans les hauteurs de la colline.
Wdowiack Ridge et le cratère Ulysse
Le 19 juillet (sol 3728), il franchit son 40e kilomètre. Le 12 août (sol 3749), il s'écarte légèrement de sa trajectoire, s'éloignant progressivement de Cape Tribulation pour atteindre deux jours plus tard, une élévation baptisée Wdowiack Ridge. Le 21 septembre (sol 3789), il atteint le cratère Ulysse, d'une trentaine de mètres de diamètre et l'analyse jusqu'au 23 octobre (sol 3820). Le lendemain, il poursuit sa route, mais demeure aux abords sud du cratère Ulysse pendant deux semaines, jusqu'au 4 novembre (sol 3833).
Le 5, il poursuit sa route vers le sud et rejoint Cape Tribulation à la fin du mois.

### 2015

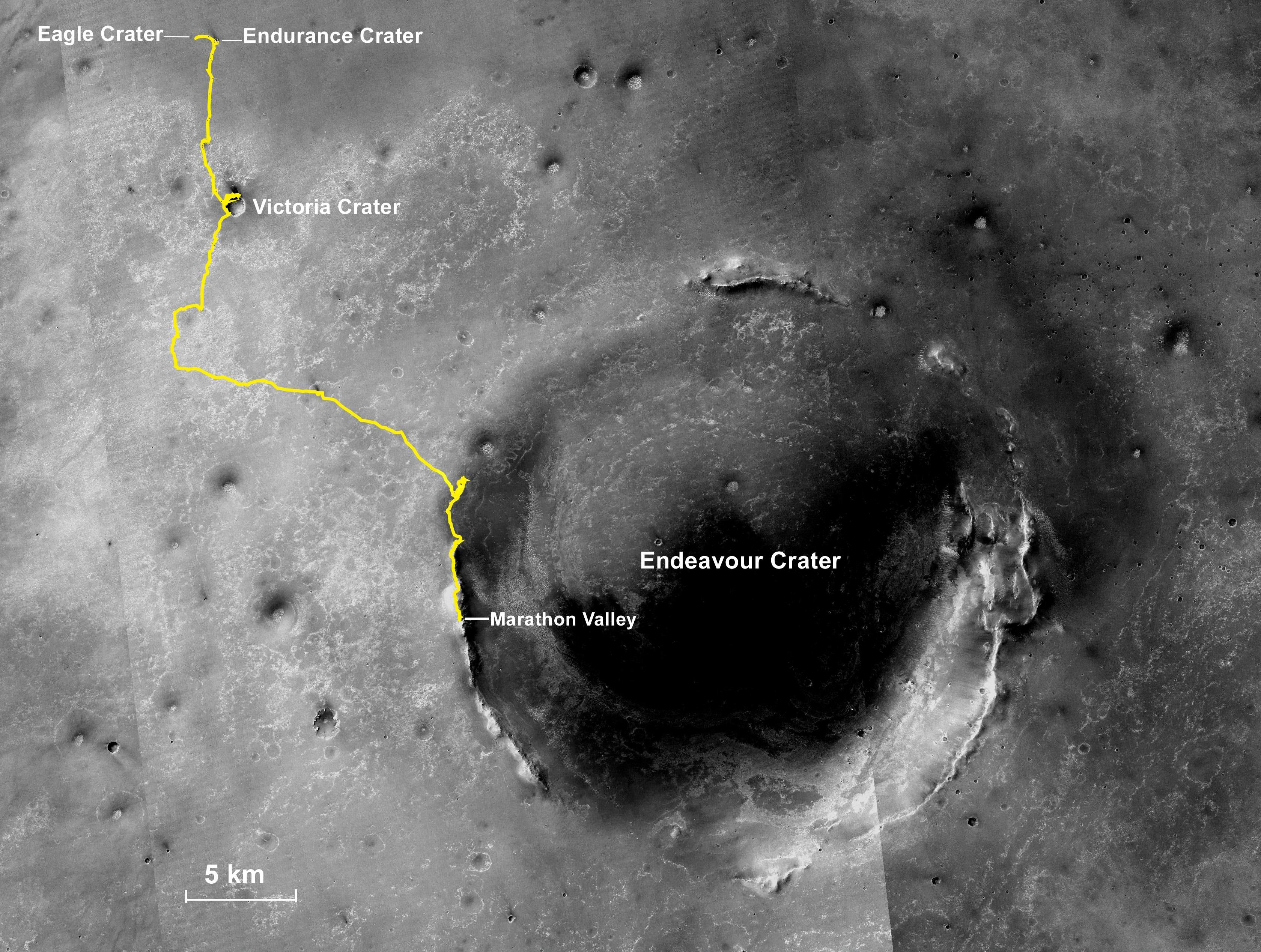
Trajet dOpportunity du 25 janvier 2004 au 24 mars 2015 :
plus de 42 km en 11 ans.

Le 2 janvier, la NASA annonce que le robot commence à avoir du mal à stocker des informations dans sa mémoire flash et doit donc les stocker dans sa mémoire RAM. Cela pose un problème car la mémoire RAM s'efface complètement quand la sonde se met en veille la nuit. Pour régler le problème l'agence spatiale propose de faire une mise à jour du logiciel d'Opportunity.
Finalement, ses déplacements vers le sud reprennent. Le 25 janvier 2015, alors qu'il a atteint le point culminant de Cape Tribulation, il envoie des images spectaculaires du cratère Endeavour.
Le cratère Spirit of Saint-Louis et la Marathon Valley
Le 5 février (solo 3923), Opportunity aperçoit Marathon Valley. Le 22 mars (sol 3966), il s'approche du cratère Spirit of Saint-Louis et, deux jours plus tard, alors qu'il longe le cratère sur son flanc ouest, il a parcouru 42,198 kilomètres, ce qui correspond une distance supérieure à celle d'un marathon (42,195 km),, d'où le nom donné à la vallée près de laquelle il se situe et qui mène à Endeavour. Du 30 avril au 8 mai (sols 4005-4010), il explore le centre du cratère, qui a été baptisé Mont Lindbergh mais qui est en fait un monticule couvert de rochers. Le 24 mai (sol 4028), il sort du cratèreet revient vers le nord. Du 27 mai au 13 juillet (sols 4031-4076), une conjonction solaire l'oblige à rester inactif.

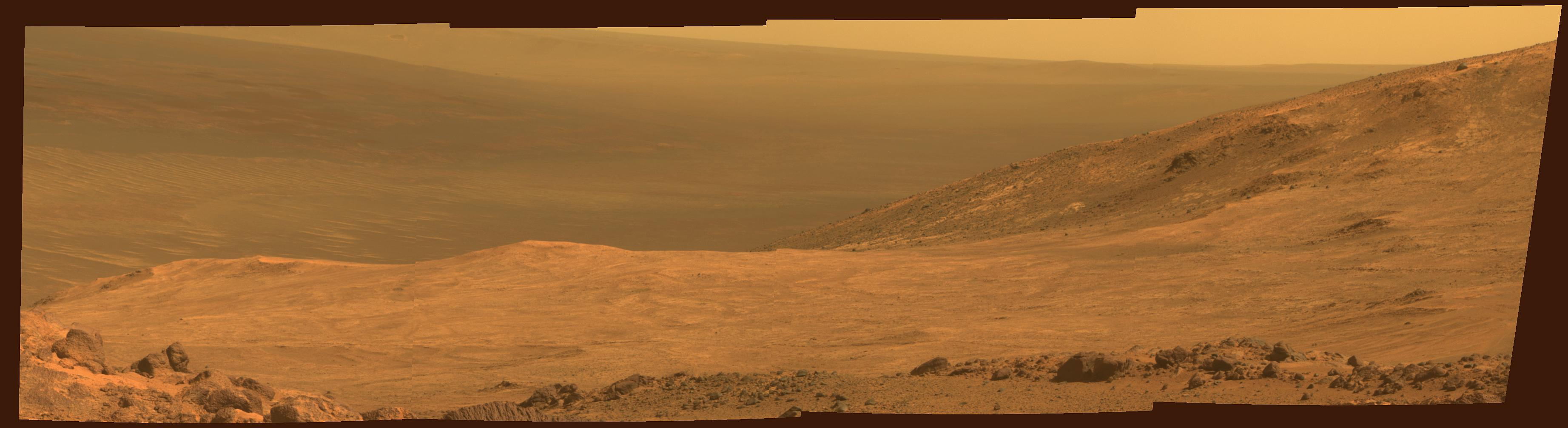
Le début de la Marathon Valley, photographié le 13 mars 2015.

Le 13 juillet (sol 4077), Opportunity s'éloigne du cratère et, le lendemain, s'engage dans la Marathon Valley. Celle-ci est orientée ouest sud-ouest / est nord-est et descend à l’est vers le cratère Endeavour, sur une distance d’environ 300 m, sa plus grande largeur étant d'une centaine de mètres. Bien que de dimensions modestes, cette zone va faire l'objet d'analyses pendant plus d'un an. Après une première phase d'investigations, du 26 juillet au 6 septembre (sols 4081-4122) le rover poursuit sa descente. Les techniciens du JPL s'apprêtent à lui faire affronter l'hiver martien, pour la 5e fois depuis son arrivée sur la planète rouge, ce qui va l'obliger à rester immobilisé pendant plusieurs mois. Ils recherchent un emplacement favorable sur le flanc sud, de sorte à exposer le plus possible ses panneaux solaires au soleil.
La cinquième hibernation
Début décembre, le robot parvient à la place jugée la plus favorable. La pente est importante et certains de ses mouvements se traduisent par un taux de dérapage des roues de 50 %. Le 17 décembre (sol 4228), il effectue un dernier déplacement mais continue d'envoyer des images.

### 2016

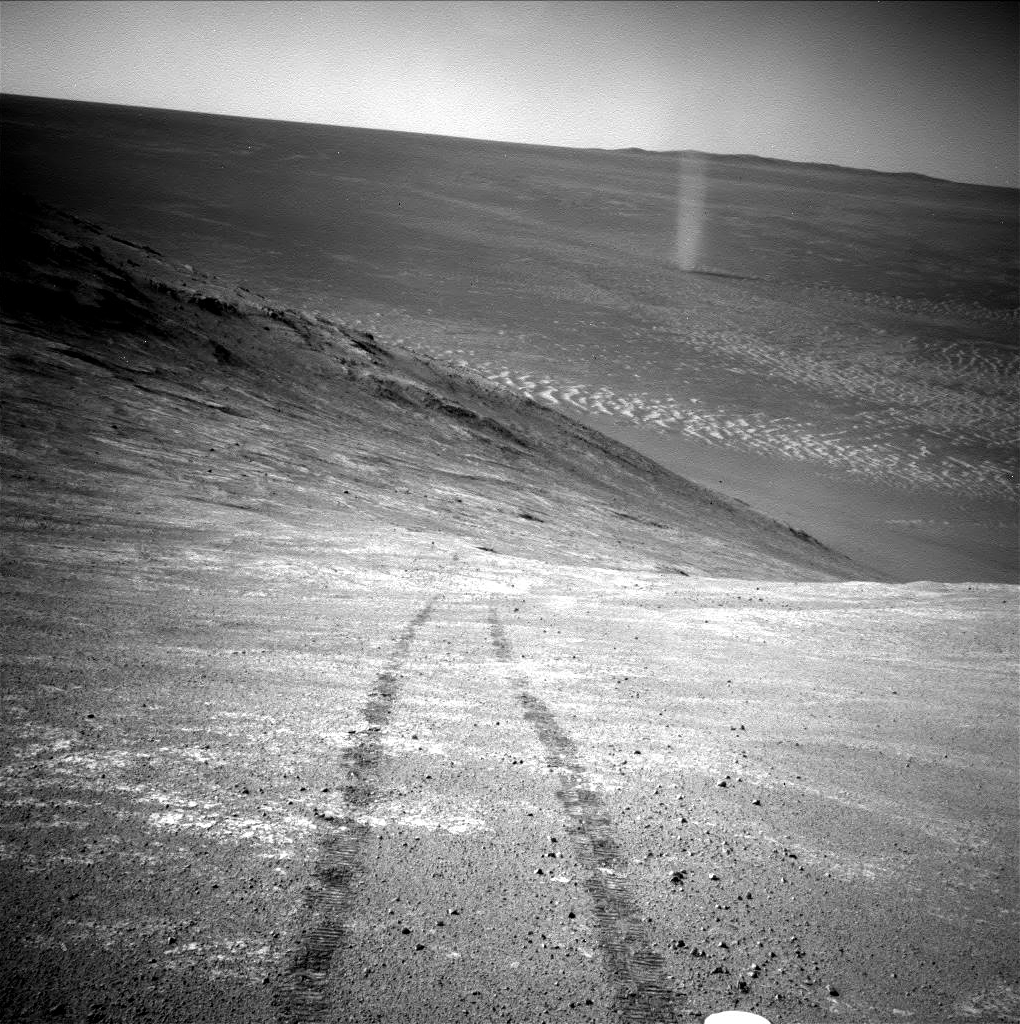
Le 1er avril, depuis le haut de la Marathon Valley, Opportunity photographie une mini tornade se déplaçant dans le cratère Endeavour.

Le 27 janvier, le vent martien a nettoyé les panneaux solaires du rover, lesquels génèrent 460 watts-heures par jour, soit une augmentation de 40 % par rapport au minimum enregistré quelques semaines plus tôt. Le rover reprend alors ses déplacements et remonte la Marathon Valley. Le 1er avril (sol 4332), il photographie une mini tornade se déplaçant dans le cratère Endeavour et le 10 (sol 4342), il est revenu dans la partie haute de la vallée. Mais à partir de ce moment, il cesse sa progression et n'évolue que dans cette zone, les scientifiques du JPL lui assignant la mission de rechercher des argiles, qui seraient les signes d’une longue action de l’eau . Le 18 juillet (sol 4437), il se dirige vers le bas de la vallée, empruntant le chemin tracé pratiquement jour pour jour un an plus tôt, puis explorant le flanc nord de la vallée. Le 23 (sol 4443), il franchit son 43e kilomètre et, fin août, traverse à nouveau la vallée pour revenir à l'endroit où il a stationné durant plusieurs mois, près d'un an auparavant.
Le 3 septembre (sol 4483), il franchit le cap Lewis and Clark, situé entre les deux contreforts sud de Marathon Valley (Knudsen Ridge et Wharton Valley), s'extrayant du coup de la vallée et s'engageant dans une vallée voisine : Bitterroot Valley. Le 29 (sol 4505), il approche Spirit Mound, une petite butte située juste sur le bord du grand cratère Endeavour. Il l'étudie jusqu'au 7 novembre (sol 4546), avant de poursuivre sa route vers le sud. Le 23 décembre (sol 4591), alors qu'il évolue dans une nouvelle vallée, Willamette Valey, le rover rencontre une zone particulièrement sableuse. Les contrôleurs le font reculer de 70cm. Depuis, ils étudient quel itinéraire moins risqué ils pourraient lui faire prendre.

### 2017
Le 2 janvier (sol 4601), le rover n'a pas bougé, l'équipe du JPL continuant d'examiner les traces de ses roues dans le sol meuble. Le 23 (sol 4622), jour du 13e anniversaire de son arrivée sur Mars, alors qu'il poursuit sa route entre SW Ridge et Beacon Rock, sur des pentes à 20° et un sol qui a tendance à se briser sous ses roues, il franchit son 44e kilomètre.
Son prochain objectif est une petite ravine située dans le cap Byron, un kilomètre plus au sud. Les scientifiques supposent qu'elle a été formée par un fluide, sans doute de l'eau, il y a plusieurs milliards d'années. Le 30 avril (sol 4716), le rover atteint cette vallée baptisée « Persévérance » et le 4 mai (sol 4720), il envoie un premier panorama des lieux . Le 7 juillet (sol 4782), il pénètre dans la vallée  et un mois plus tard, le 7 août (sol 4813), après une interruption de son exploration due à une conjonction solaire, il poursuit sa descente, non sans mal en raison de la nature mouvante du sol.
Le 29 août, le rover franchit la barre des 45 kilomètres et explore Persévérance Valley et en décembre, il reprend ses activités après sa huitième hibernation[réf. souhaitée].

### 2018

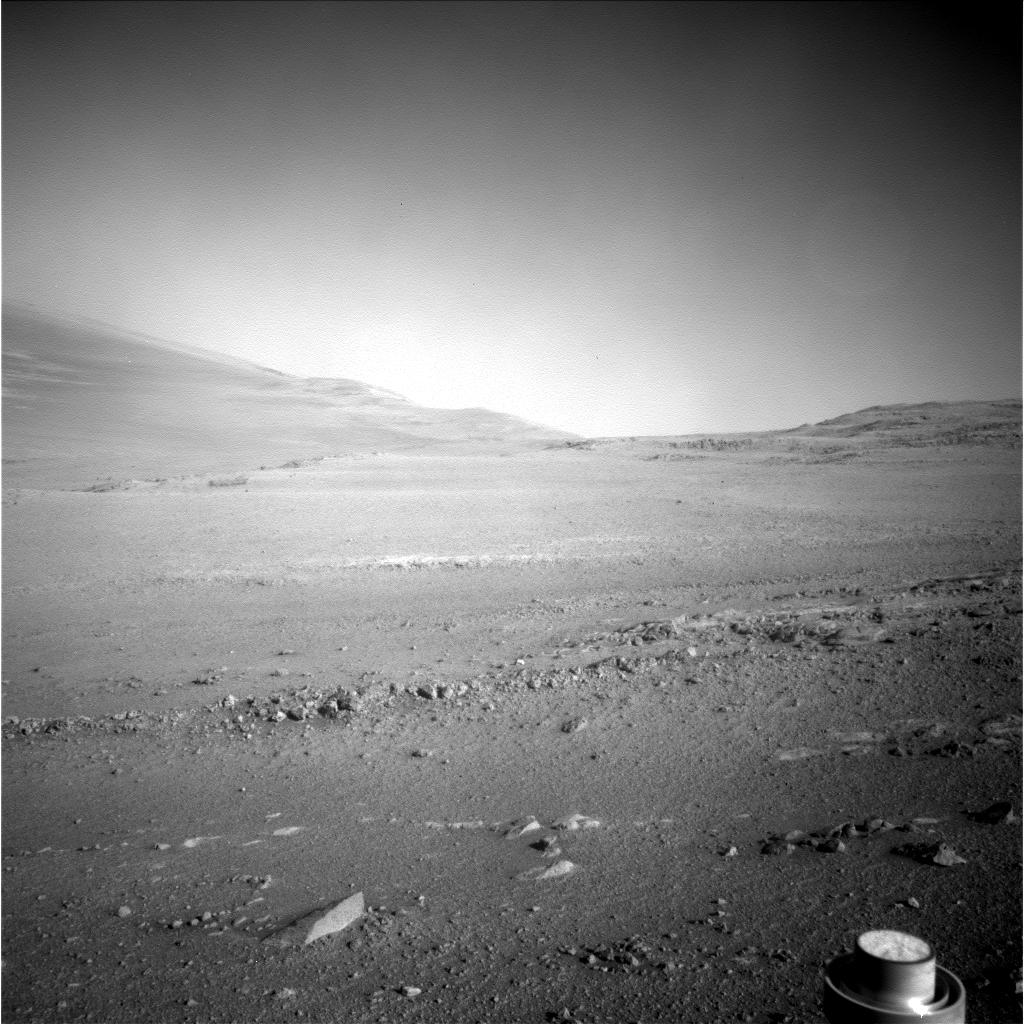
Image envoyée en janvier 2018. Au premier plan : le bord du cratère Endeavour.

Le 24 janvier, les techniciens du JPL fêtent les quatorze ans d'activités du rover sur Mars et, le 15 février, son cinq millième jour.

### Perte de contact et fin de la mission (juin 2018 - février 2019)

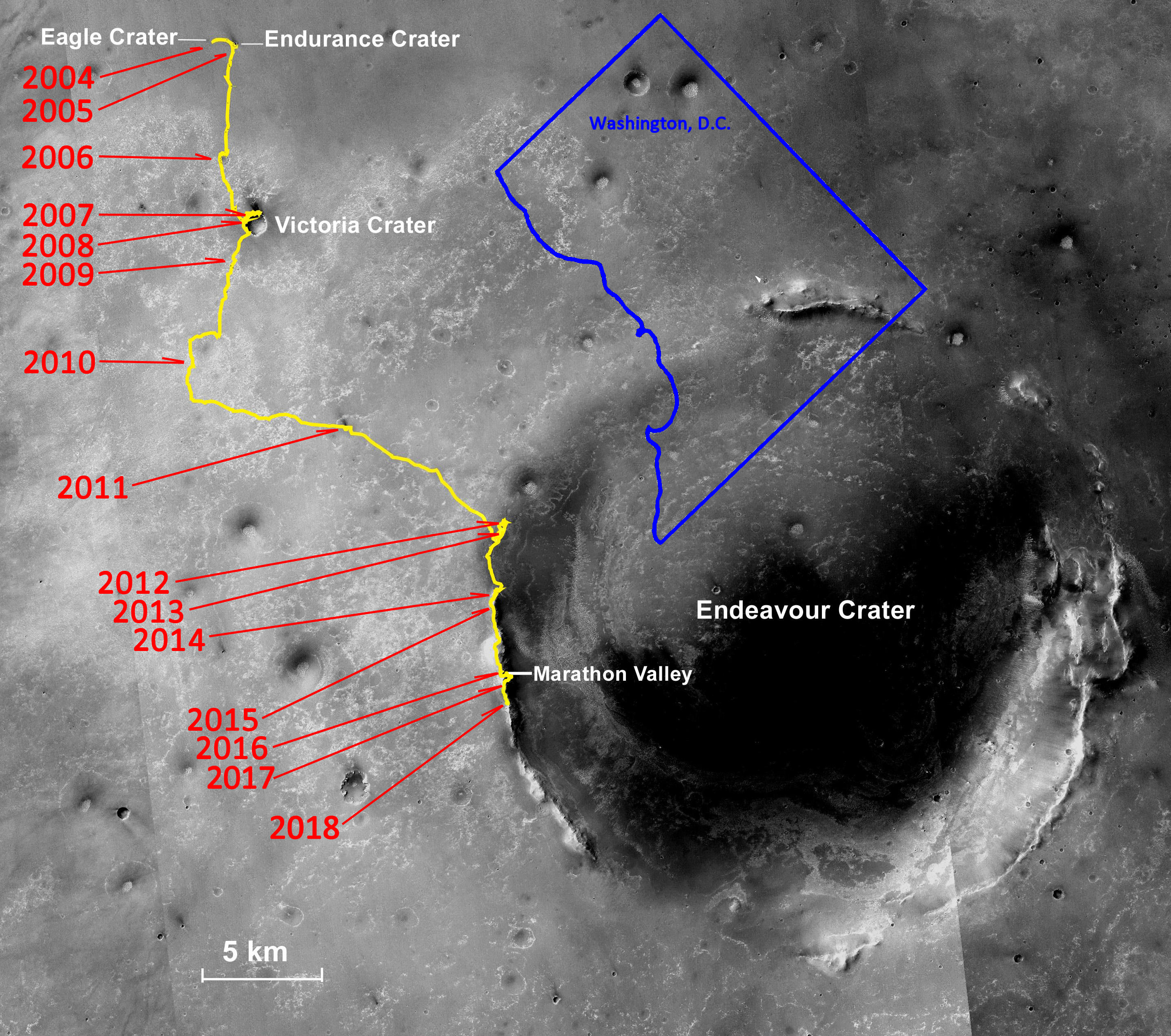
Parcours année après année du rover.

Début juin, le rover est pris dans une gigantesque tempête interceptant presque totalement le rayonnement solaire dont ses panneaux solaires ont besoin pour recharger les batteries. En 2007, il était parvenu à survivre à un événement du même type mais d'extrême justesse. Cette fois, la tempête est plus sévère car le niveau d'opacité monte à 10,8 le 10 juin, contre 5,5 au plus fort de la tempête de 2007. Les responsables de la mission suspendent alors toutes les opérations scientifiques afin de limiter la consommation électrique : l'engin est placé en mode « panne ». Il a néanmoins besoin d'un minimum d'énergie pour faire fonctionner les résistances chauffantes qui maintiennent la température au-dessus du seuil requis pour ses composants les plus fragiles. Si l'énergie stockée dans les batteries tombe au-dessous de ce seuil, il stoppera lui-même toute consommation électrique, au risque de ne plus pouvoir se réactiver. La tempête, qui s'étend sur une surface grande comme le continent d'Amérique du Nord, peut se prolonger plusieurs semaines (elle avait duré 15 jours en 2007). S'il survit à cet épisode, le rover pourrait gagner une nouvelle jeunesse, le vent contribuant à nettoyer les panneaux solaires et ainsi faire remonter son énergie,.
Le 4 août, alors que la tempête diminue et que seule une horloge fonctionne encore, la NASA tente de réveiller Opportunity. Ces opérations restant infructueuses, la NASA annonce le 30 août une date limite aux tentatives. La mesure du « tau », qui indique la concentration de poussières dans l'air, permettra de déterminer le début de cette nouvelle série d'essais. Ce paramètre doit être inférieur à 1,5 (en pleine tempête, il était aux alentours de 10). À ce moment-là, et pendant 45 jours, commencera la période d'« écoute active » ; des commandes d'activation qui devraient forcer le rover à reprendre contact seront envoyées. Si au bout de cette période l'appareil n'a toujours pas répondu, débutera une nouvelle période de 45 jours, cette fois « d'écoute passive ». Il est finalement décidé que l'écoute se prolongera jusqu'à fin janvier 2019. Alors prendrait fin officiellement la mission
.
Le 25 septembre, alors que le rover se trouve toujours sur les pentes de la Perseverance Valley, la NASA annonce l'avoir photographié grâce à la camera haute résolution HiRISE de Mars Reconnaissance Orbiter. Le « tau » de l'atmosphère est estimé à 1,3 et les techniciens tentent toujours d'entrer en contact avec lui.
253 tentatives de le recontacter depuis la Terre ont été réalisées entre le 10 juin et le 7 novembre 2018, sans aucun succès. Le 13 février 2019, la NASA annonce qu'elle n'a pas réussi à recontacter le rover et que sa mission est officiellement terminée,. Le rover détient alors le record de la plus longue distance parcourue en dehors de la Terre avec 45,16 km,.

## Autres rovers martiens
Six astromobiles se sont déplacés sur le sol martien, et Opportunity est le troisième d'entre eux. Tous sont de fabrication américaine à l'exception du rover Zhurong, d'origine chinoise. 
- Sojourner : lancé le 4 décembre 1996, le tout premier rover ne pesait que 10,6 kg et n'a parcouru qu'une centaine de mètres, du 4 juillet au 27 septembre 1997.
- Spirit : le jumeau d'Opportunity a – comme lui – quitté la Terre durant l'été 2003 et s'est posé sur Mars en janvier 2004. Mais moins résistant que lui, il n'a été actif que jusqu'en 2009, après s'être enlisé dans le sol et avoir parcouru 7,7 km.
- Curiosity : plus puissant et plus lourd que les deux MER, il n'est pas alimenté comme eux par des panneaux solaires mais par un générateur nucléaire. Ceci permet de fonctionner par toutes saisons et de jour comme de nuit. Ayant atteint la surface de Mars le 6 août 2012, il a parcouru 21,31 km au 11 novembre 2019[92].
- Perseverance : lancé le 30 juillet 2020, son but est d'explorer le cratère Jezero dans le cadre de la mission Mars 2020 de la NASA. De conception similaire à Curiosity, il également alimenté par un générateur nucléaire. Il a atterri sur Mars le 18 février 2021 et a parcouru 24,661 km au 1er février 2024.
- Zhurong : lancé le 23 juillet 2020, Zhurong est le premier rover martien chinois. Il a atterri sur Mars le 14 mai 2021 et est déployé avec succès le 22 mai 2021. Pesant environ 240 kg, il est plus grand que les deux MER, mais fait environ un quart de la taille de Curiosity et de Perseverance. Sa durée de vie opérationnelle est estimée à 90 sols martiens, et il a parcouru environ 1,2 km en décembre 2023.